# Listă de plante carnivore

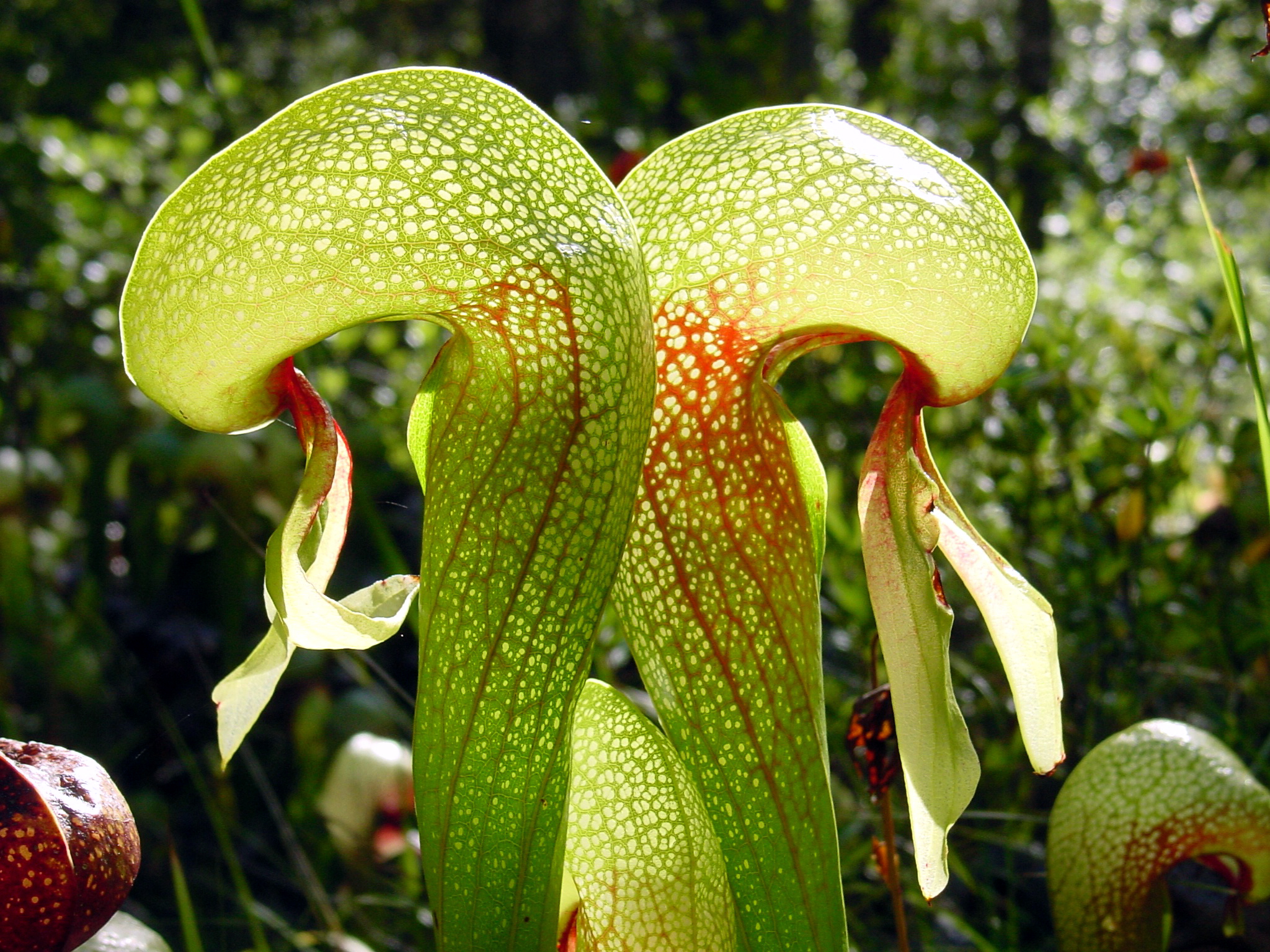
Darlingtonia californica este o plantă carnivoră, singurul membru din genul Darlingtonia al familiei Sarraceniaceae.

Aceasta este o listă completă de plante carnivore care conține toate speciile cunoscute de plante carnivore. Lista este inspirată de baza de date Arhivat în 18 septembrie 2016, la Wayback Machine. întocmită de  Jan Schlauer. Lista plantelor din genul Heliamphora este bazată pe monografia Sarraceniaceae of South America (2011) iar cele din genul Nepenthes pe Pitcher Plants of the Old World (2009) și New Nepenthes (2011).
Taxonii dispăruți sunt indicați cu semnul †.

## Aldrovanda

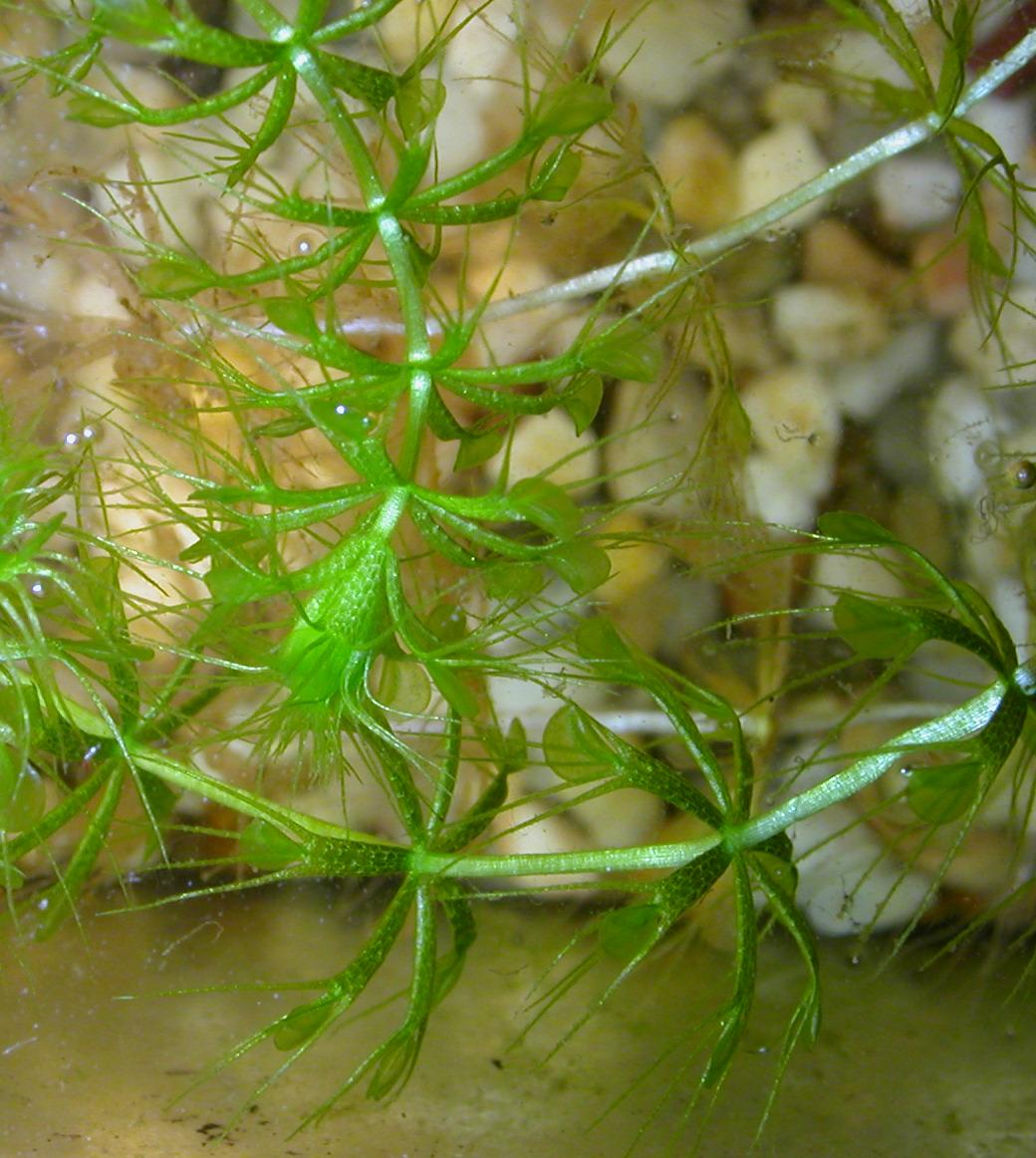
Aldrovanda vesiculosa

- †Aldrovanda borysthenica
- †Aldrovanda clavata
- †Aldrovanda dokturovskyi
- †Aldrovanda eleanorae
- †Aldrovanda europaea
- †Aldrovanda inopinata
- †Aldrovanda intermedia
- †Aldrovanda kuprianovae
- †Aldrovanda megalopolitana
- †Aldrovanda nana
- †Aldrovanda ovata
- †Aldrovanda praevesiculosa
- †Aldrovanda rugosa
- †Aldrovanda sibirica
- †Aldrovanda sobolevii
- †Aldrovanda unica
- Aldrovanda vesiculosa L., 1753
- †Aldrovanda zussii

## †Archaeamphora

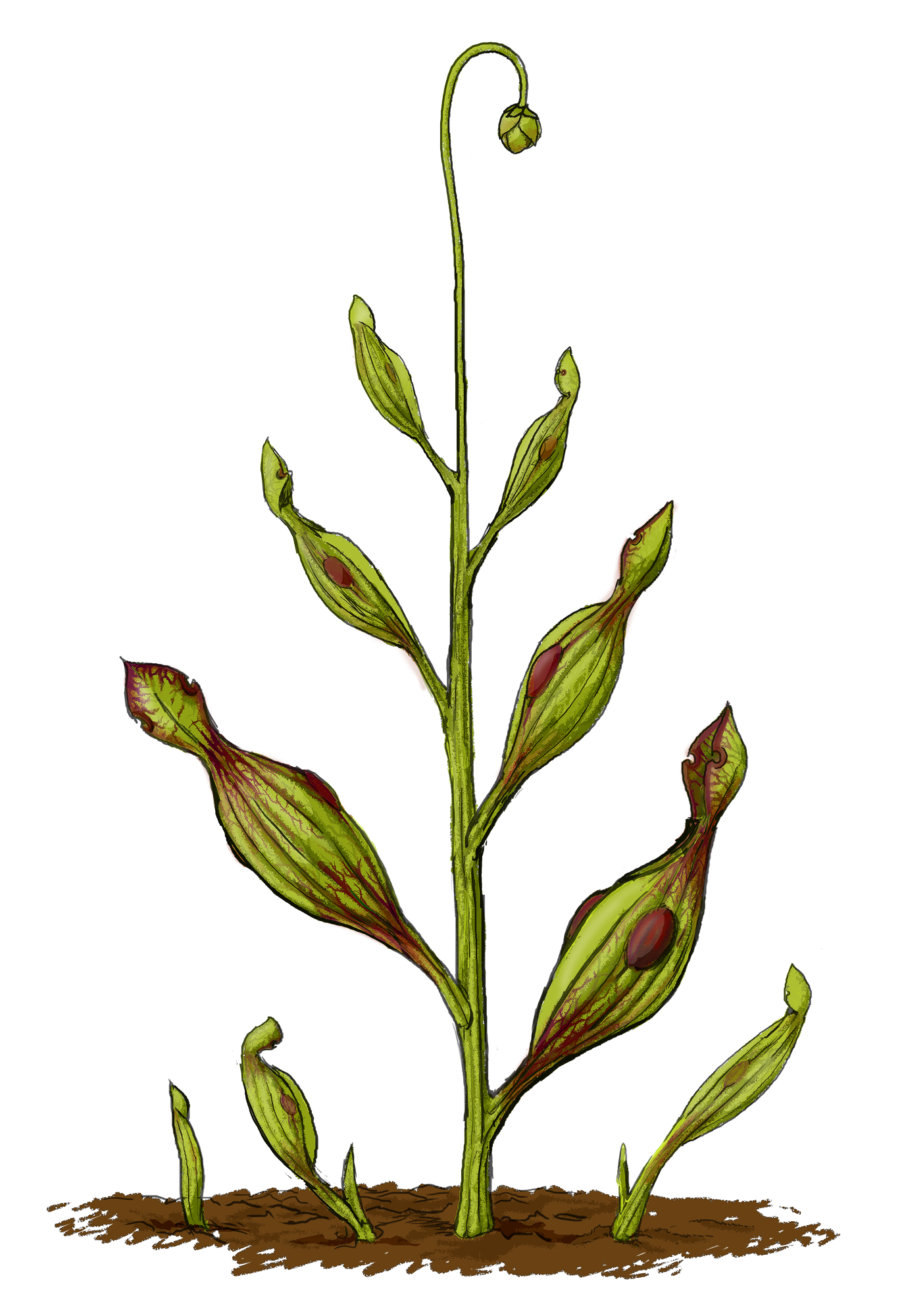
Refacere artistică a Archaeamphora longicervia.

- †Archaeamphora longicervia Li, 2005

## Brocchinia
- Brocchinia reducta Baker, 1882

## Byblis
- Byblis aquatica Lowrie & Conran, 1998
- Byblis filifolia Planch., 1848
- Byblis gigantea Lindl., 1839
- Byblis guehoi Lowrie & Conran, 2008
- Byblis lamellata Lowrie & Conran, 2002
- Byblis liniflora Salisb., 1808
- Byblis rorida Lowrie & Conran, 1998

## Catopsis
- Catopsis berteroniana Mez, 1896

## Cephalotus
- Cephalotus follicularis Labill., 1806

## Darlingtonia
- Darlingtonia californica Torr., 1853

## Dionaea

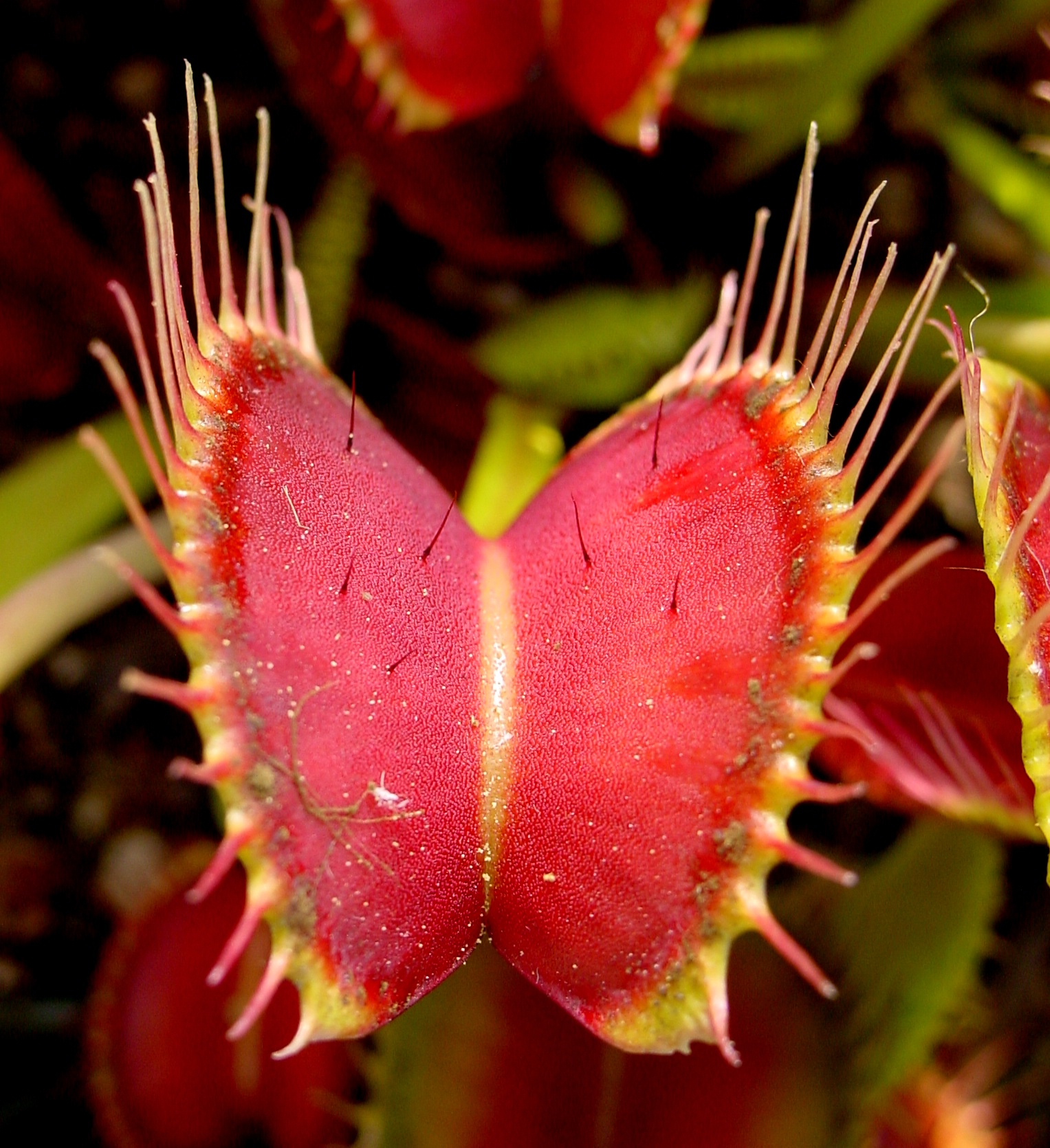
Dionaea muscipula

- Dionaea muscipula Soland. ex Ellis, 1773

## Drosera
- Drosera aberrans (Lowrie ex Lowrie & Carlquist) Lowrie & Conran, 2008
- Drosera acaulis L.f., 1781
- Drosera adelae	F.Muell., 1864
- Drosera affinis Welw. ex Oliv., 1871
- Drosera afra Debbert, 2002
- Drosera alba Phill., 1913
- Drosera aliciae R.Hamet, 1905
- Drosera amazonica Rivadavia et al.
- Drosera andersoniana W.Fitzg. ex Ewart. & White, 1909
- Drosera androsacea Diels, 1904
- Drosera anglica Huds., 1778
- Drosera arcturi Hook., 1834
- Drosera arenicola Steyerm., 1952
- Drosera banksii R.Br. ex DC., 1824
- Drosera barbigera Planch., 1848
- Drosera bequaertii Taton, 1945
- Drosera biflora Willd. ex Roem. & Schult., 1820

- Drosera binata	Labill., 1804
- Drosera brevicornis Lowrie, 1996
- Drosera brevifolia Pursh, 1814
- Drosera broomensis Lowrie, 1996

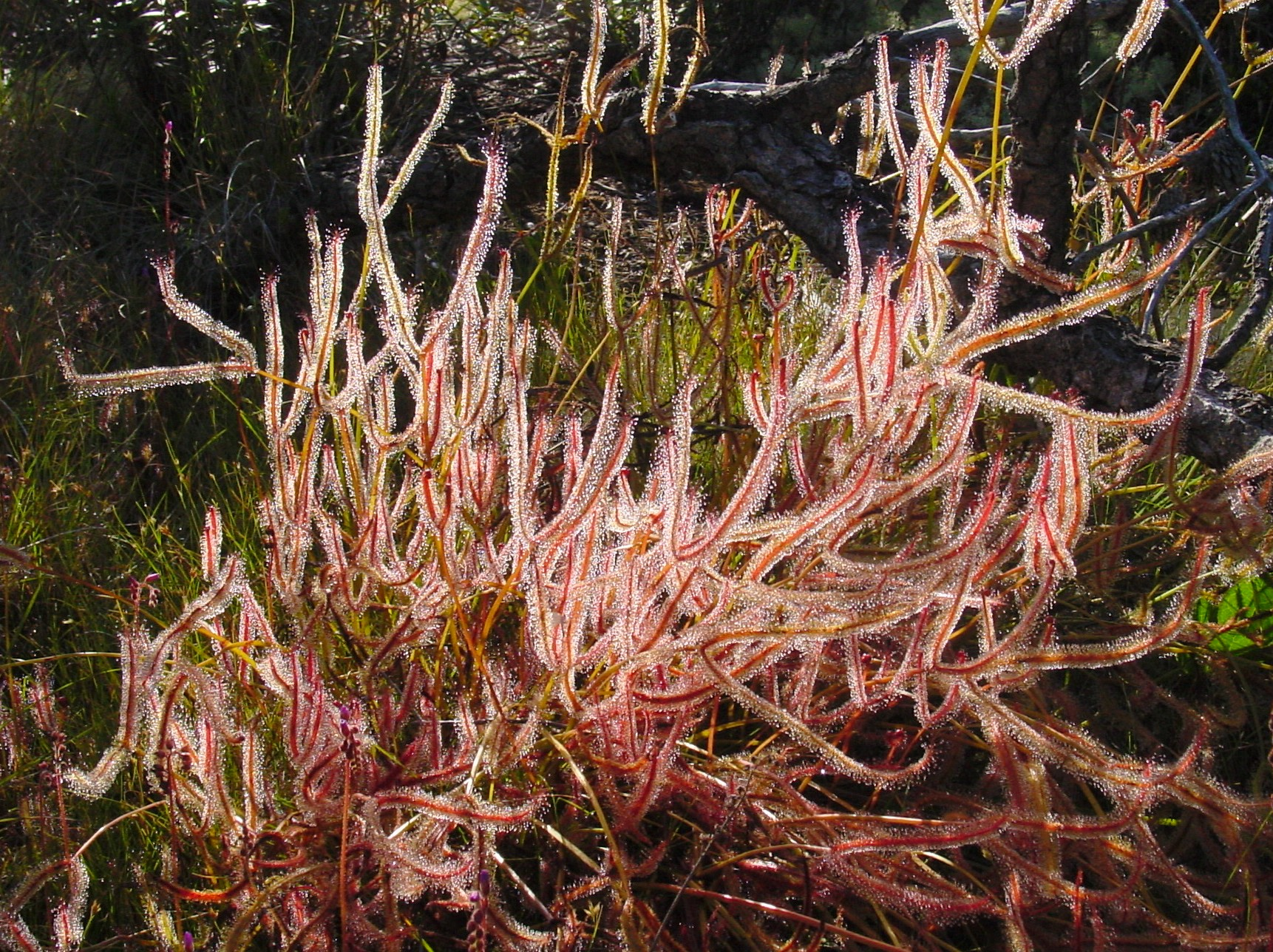
Drosera binata

- Drosera browniana Lowrie & N.Marchant, 1992
- Drosera bulbigena Morr., 1903
- Drosera bulbosa Hook., 1814
- Drosera burkeana Planch., 1848
- Drosera burmannii Vahl, 1794
- Drosera caduca	Lowrie, 1996
- Drosera callistos N.Marchant & Lowrie, 1992
- Drosera camporupestris F.Rivadavia, 2003
- Drosera capensis L., 1753
- Drosera capillaris Poir., 1804
- Drosera cayennensis Sagot ex Diels, 1906
- Drosera cendeensis Tamayo & Croizat, 1949
- Drosera chrysolepis Taub., 1893
- Drosera cistiflora L., 1760
- Drosera citrina Lowrie & Carlquist, 1992
- Drosera closterostigma N.Marchant & Lowrie, 1992
- Drosera collinsiae Brown ex Burtt Davy, 1924
- Drosera colombiana Fernandez-Perez, 1965
- Drosera communis St.Hil., 1824
- Drosera cuneifolia L.f., 1781
- Drosera darwinensis Lowrie, 1996

- Drosera derbyensis Lowrie, 1996
- Drosera dichrosepala Turcz., 1854
- Drosera dielsiana Exell & Laundon, 1956

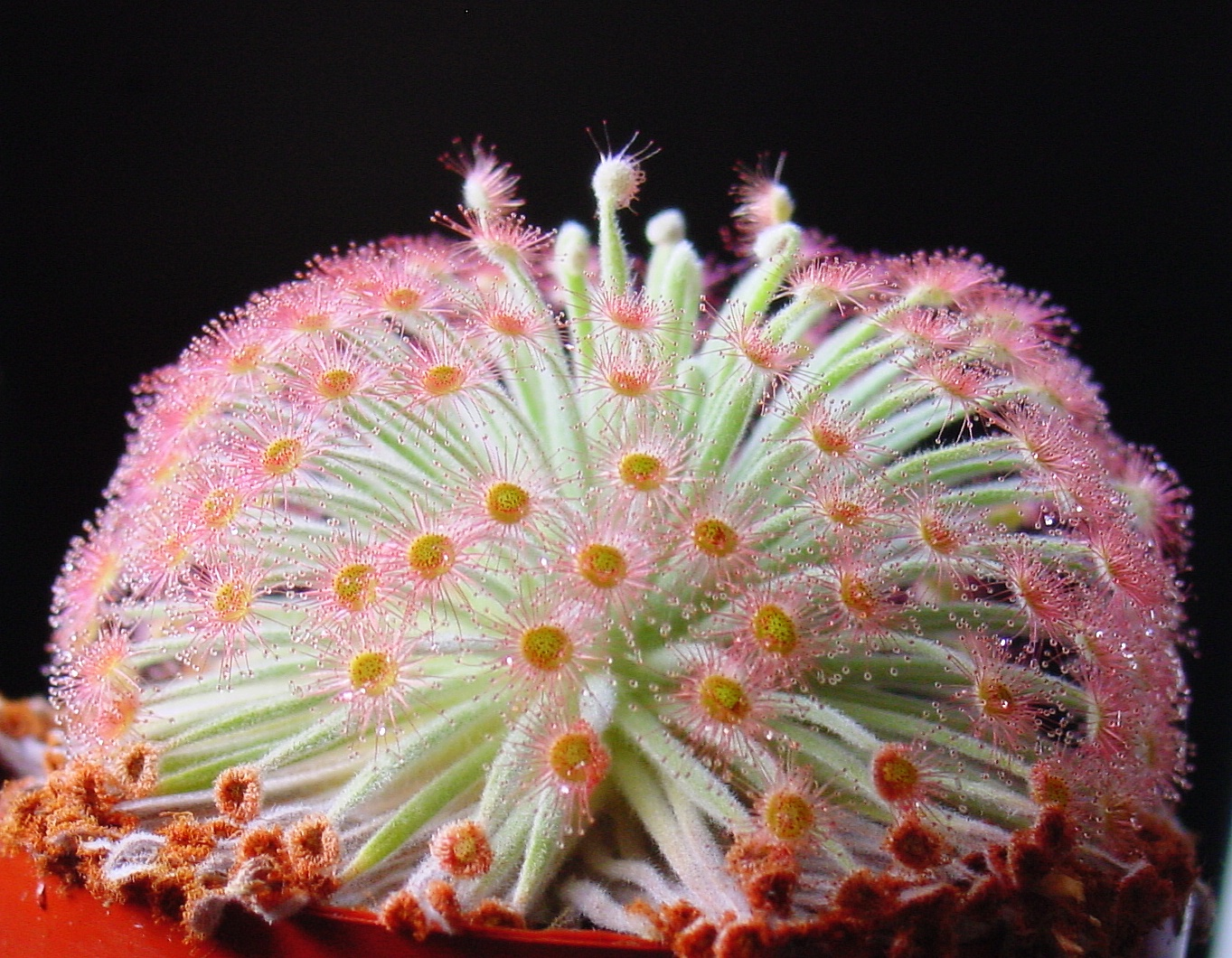
Drosera derbyensis

- Drosera dilatato-petiolaris K.Kondo, 1984
- Drosera echinoblastus N.Marchant & Lowrie, 1992
- Drosera elongata Exell & Laundon, 1995
- Drosera eneabba N.Marchant & Lowrie, 1992
- Drosera ericgreenii A.Fleischm., Gibson & F.Rivadavia, 2008
- Drosera ericksoniae N.Marchant & Lowrie, 1992
- Drosera erythrogyne N.Marchant & Lowrie, 1992
- Drosera erythrorhiza Lindl., 1839
- Drosera esmeraldae (Steyerm.) Maguire & Wurdack, 1957 (Bas.:Drosera tenella var.esmeraldae)
- Drosera falconeri Tsang ex K.Kondo, 1984
- Drosera felix Steyerm. & L.B.Smith, 1974
- Drosera filiformis Raf., 1808
- Drosera fimbriata De Buhr, 1975
- Drosera fulva Planch., 1848
- Drosera gibsonii P.Mann, 2007
- Drosera gigantea Lindl., 1839
- Drosera glabripes (Harv. ex Planch.) Stein, 1886 (Bas.:Drosera ramentacea var.glabripes)
- Drosera glanduligera Lehm., 1844
- Drosera graminifolia St.Hil., 1824
- Drosera graniticola N.Marchant, 1982
- Drosera graomogolensis T.Silva, 1997
- Drosera grantsaui Rivadavia, 2003
- Drosera grievei Lowrie & N.Marchant, 1992
- Drosera hamiltonii C.R.P.Andrews, 1903

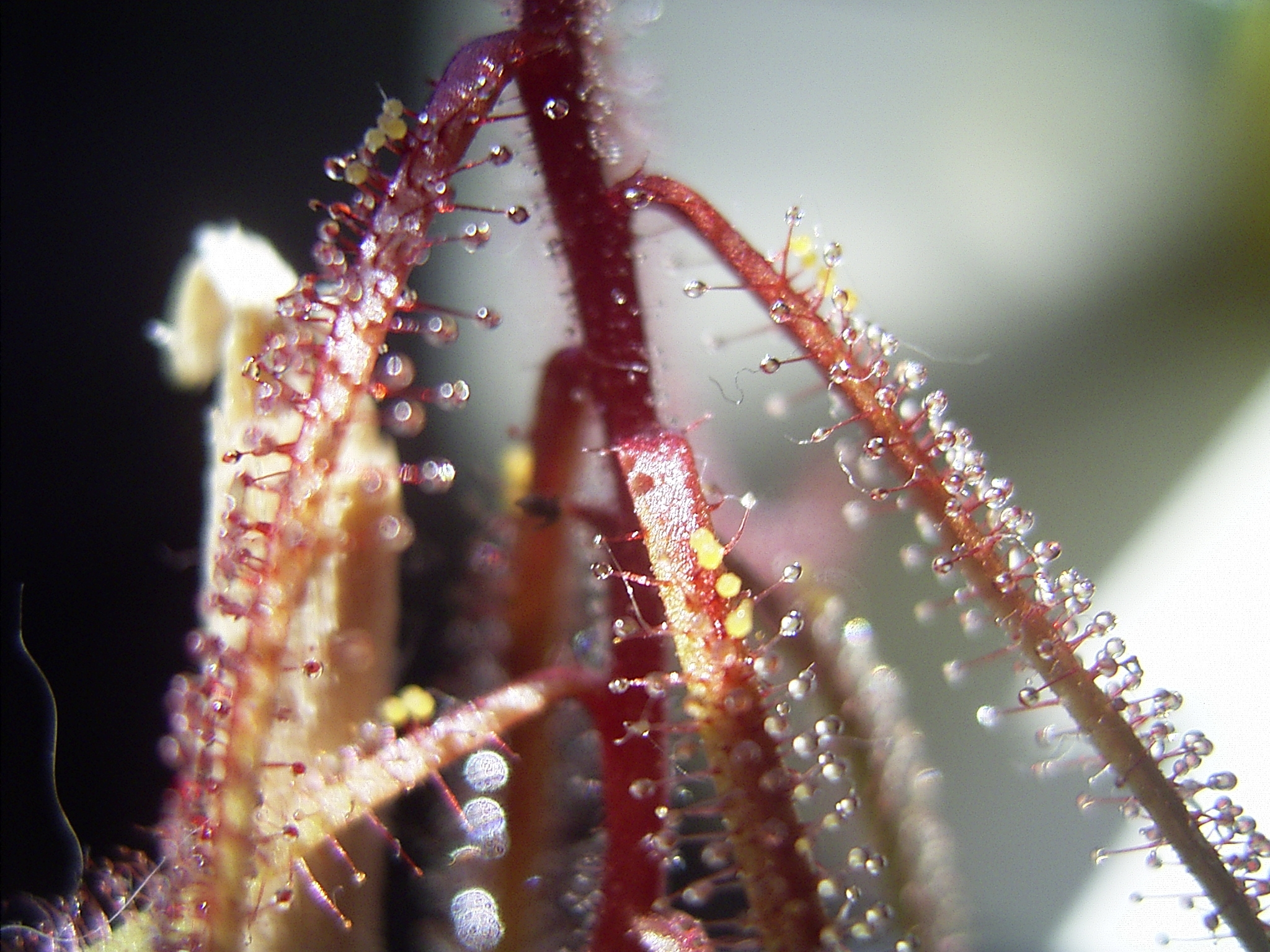
Drosera hartmeyerorum

- Drosera hartmeyerorum Schlauer, 2001
- Drosera helodes N.Marchant & Lowrie, 1992
- Drosera heterophylla Lindl., 1839
- Drosera hilaris Cham. & Schlechtd., 1826
- Drosera hirtella A.St.-Hil., 1824
- Drosera hirticalyx R.Duno & Culham, 1995
- Drosera huegelii Endl., 1837
- Drosera humbertii Exell & Laundon, 1956
- Drosera hyperostigma N.Marchant & Lowrie, 1992
- Drosera indica L., 1753
- Drosera insolita Taton, 1954
- Drosera intermedia Hayne, 1800
- Drosera intricata Planch., 1848
- Drosera kaieteurensis Brumm.-Ding., 1955
- Drosera katangensis Taton, 1945
- Drosera kenneallyi Lowrie, 1996
- Drosera lanata	K.Kondo, 1984
- Drosera lasiantha Lowrie & Carlquist, 1992
- Drosera leucoblasta Benth., 1864
- Drosera linearis Goldie, 1822
- Drosera lowriei N.Marchant, 1992
- Drosera macrantha Endl., 1837
- Drosera macrophylla Lindl., 1839

- Drosera madagascariensis DC., 1824
- Drosera mannii Cheek, 1990
- Drosera marchantii De Buhr, 1975

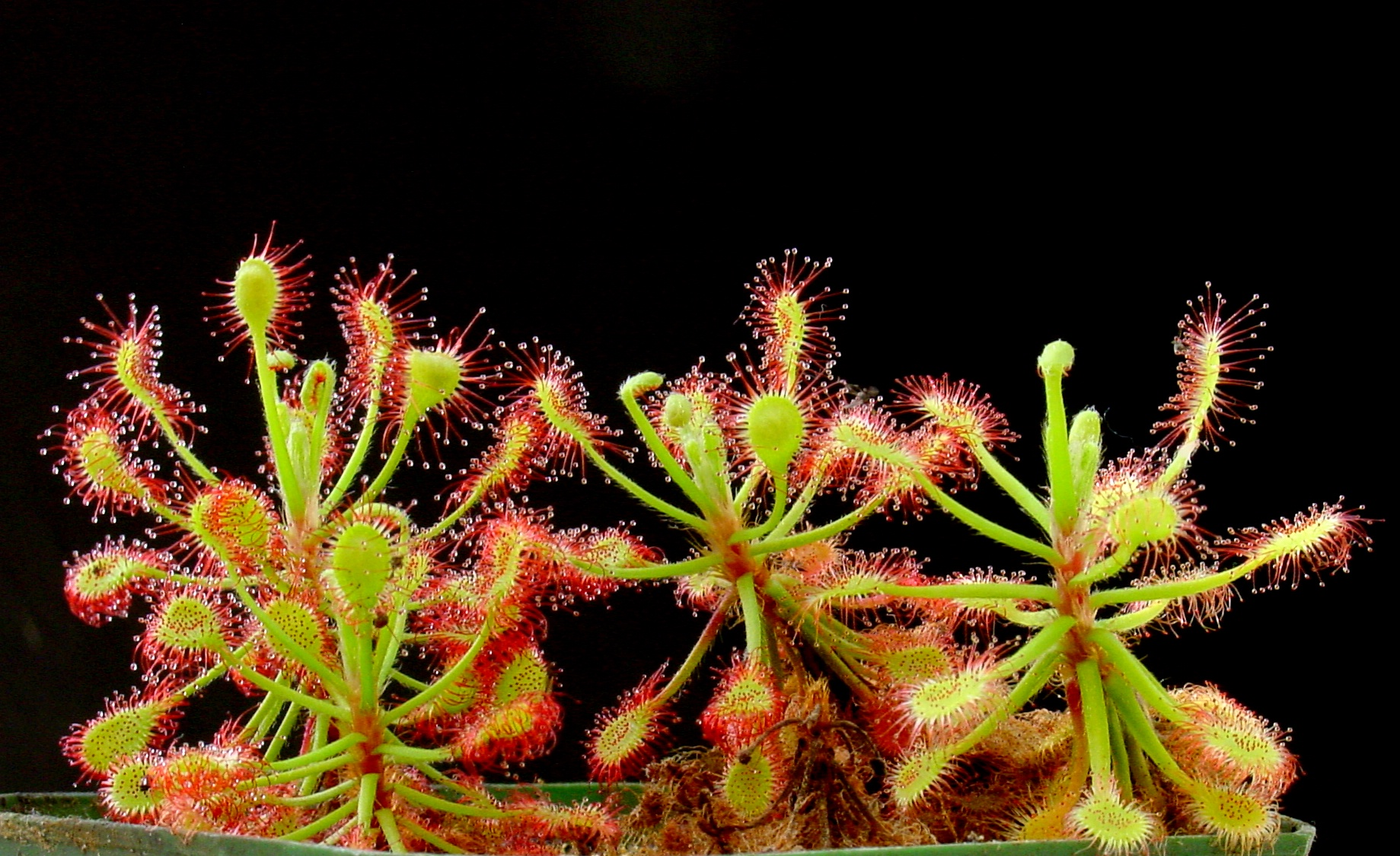
Drosera madagascariensis

- Drosera menziesii R.Br. ex DC., 1824
- Drosera meristocaulis Maguire & Wurdack, 1957
- Drosera microphylla Endl., 1837
- Drosera miniata Diels, 1904
- Drosera modesta Diels, 1904
- Drosera montana St.Hil., 1824
- Drosera monticola (Lowrie & N.G.Marchant) Lowrie
- Drosera moorei (Diels) A.Lowrie, 1999  (Bas.: Drosera subhirtella var.moorei)
- Drosera myriantha Planch., 1848
- Drosera natalensis Diels, 1906
- Drosera neesii Lehm., 1844
- Drosera neocaledonica R.Hamet, 1906
- Drosera nidiformis Debbert, 1991
- Drosera nitidula Planch., 1848
- Drosera oblanceolata Y.Z.Ruan, 1981
- Drosera occidentalis Morr., 1912
- Drosera orbiculata N.Marchant & Lowrie, 1992
- Drosera ordensis Lowrie, 1994
- Drosera oreopodion N.Marchant & Lowrie, 1992
- Drosera paleacea DC., 1824
- Drosera pallida Lindl., 1839
- Drosera panamensis Correa & A.S.Taylor, 1976
- Drosera paradoxa Lowrie, 1997
- Drosera parvula Planch., 1848
- Drosera pauciflora Banks ex DC., 1824

- Drosera pedicellaris Lowrie, 2002
- Drosera peltata Thunb., 1797

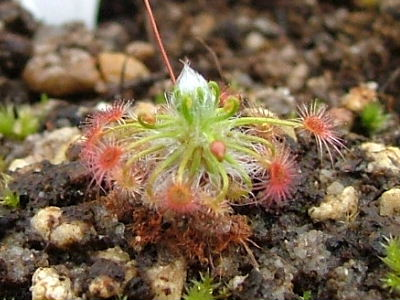
Drosera pedicellaris

- Drosera peruensis T.Silva & M.D.Correa,
- Drosera petiolaris R.Br. ex DC., 1824
- Drosera pilosa Exell & Laundon, 1956
- Drosera platypoda Turcz., 1854
- Drosera platystigma Lehm., 1844
- Drosera praefolia Tepper, 1892
- Drosera prolifera C.T.White, 1940
- Drosera prostratoscaposa Lowrie & Carlquist, 1990
- Drosera pulchella Lehm., 1844
- Drosera pycnoblasta Diels, 1904
- Drosera pygmaea DC., 1824
- Drosera quartzicola Rivadavia & Gonella, 2011
- Drosera radicans N.Marchant, 1982
- Drosera ramellosa Lehm., 1844
- Drosera ramentacea Burch. ex DC., 1824
- Drosera rechingeri Strid, 1987
- Drosera regia	Stephens, 1926
- Drosera roraimae (Klotzsch ex Diels) Maguire & Laundon, 1957 (Bas.:Drosera montana var.roraimae)
- Drosera rosulata Lehm., 1844
- Drosera rotundifolia L., 1753
- Drosera salina N.Marchant & Lowrie, 1992
- Drosera schizandra Diels, 1906
- Drosera schmutzii Lowrie & Conran, 2008
- Drosera schwackei (Diels) F.Rivadavia, 2008
- Drosera scorpioides Planch., 1848
- Drosera sessilifolia St.Hil., 1824
- Drosera sewelliae Diels, 1904
- Drosera slackii Cheek, 1987
- Drosera solaris A.Fleischm., Wistuba & S.McPherson, 2007
- Drosera spatulata Labill., 1804
- Drosera spilos N.Marchant & Lowrie, 1992
- Drosera spiralis A.St.-Hil., 1826
- Drosera stenopetala Hook.f., 1853
- Drosera stolonifera  Endl., 1837
- Drosera stricticaulis (Diels) O.H.Sargent, 1913 (Bas.:Drosera macrantha var.stricticaulis)
- Drosera subhirtella Planch., 1848
- Drosera subtilis N.Marchant, 1982
- Drosera sulphurea Lehm., 1884
- Drosera tentaculata F.Rivadavia, 2003

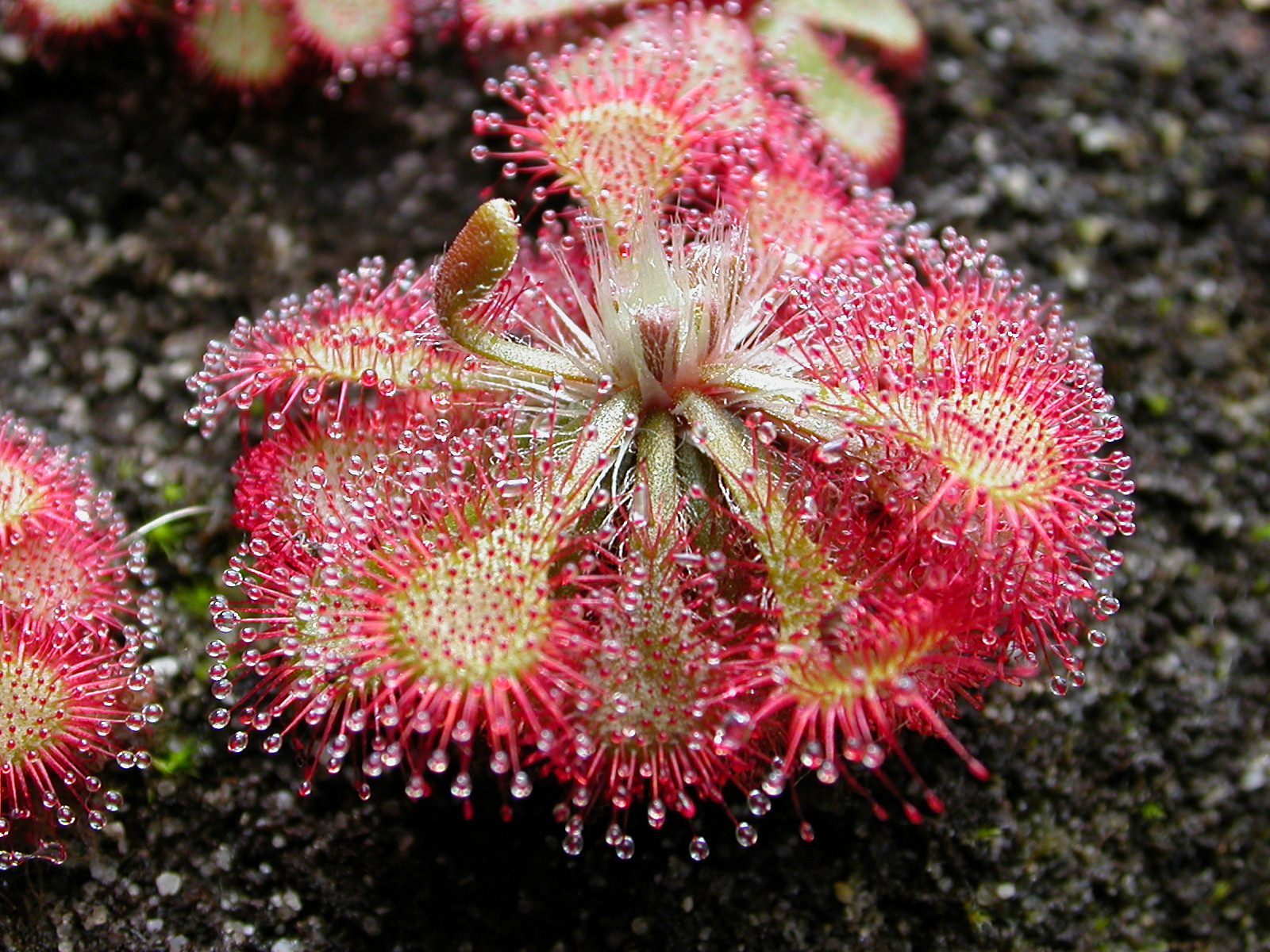
Drosera tokaiensis

- Drosera tokaiensis (Komiya & Shibata) T.Nakamura & Ueda, 1991
- Drosera tomentosa A.St.-Hil., 1824
- Drosera trinervia Spreng., 1820
- Drosera tubaestylis N.Marchant & Lowrie, 1992
- Drosera ultramafica A.Fleischm., A.S.Rob. & S.McPherson, 2011
- Drosera uniflora Willd., 1809
- Drosera venusta P.Debbert, 1987
- Drosera villosa St.Hil., 1824
- Drosera viridis F.Rivadavia, 2003
- Drosera walyunga N.Marchant & Lowrie, 1992
- Drosera whittakeri Planch, 1848
- Drosera yutajensis R.Duno & Culham, 1995 (Sin.: Drosera arenicola var.occidentalis)
- Drosera zeyheri T.M.Salter, 1940
- Drosera zigzagia A.Lowrie, 1999
- Drosera zonaria Planch., 1848

## †Droserapites
- †Droserapites clavatus Huang, 1978

## †Droserapollis
- †Droserapollis gemmatus Huang, 1978
- †Droserapollis khasiensis Kumar, 1995
- †Droserapollis lusaticus (Krutzsch, 1959)
- †Droserapollis taiwanensis Shaw, 1999

## †Droseridites
- †Droseridites baculatus Ibrahim, 1996
- †Droseridites echinosporus (R.Potonié, 1954)
- †Droseridites major Krutzsch, 1970
- †Droseridites parvus Dutta & Sah, 1970
- †Droseridites senonicus Jardiné & Magloire, 1965
- †Droseridites spinosus (Cookson) R.Potonié, 1960

## Drosophyllum

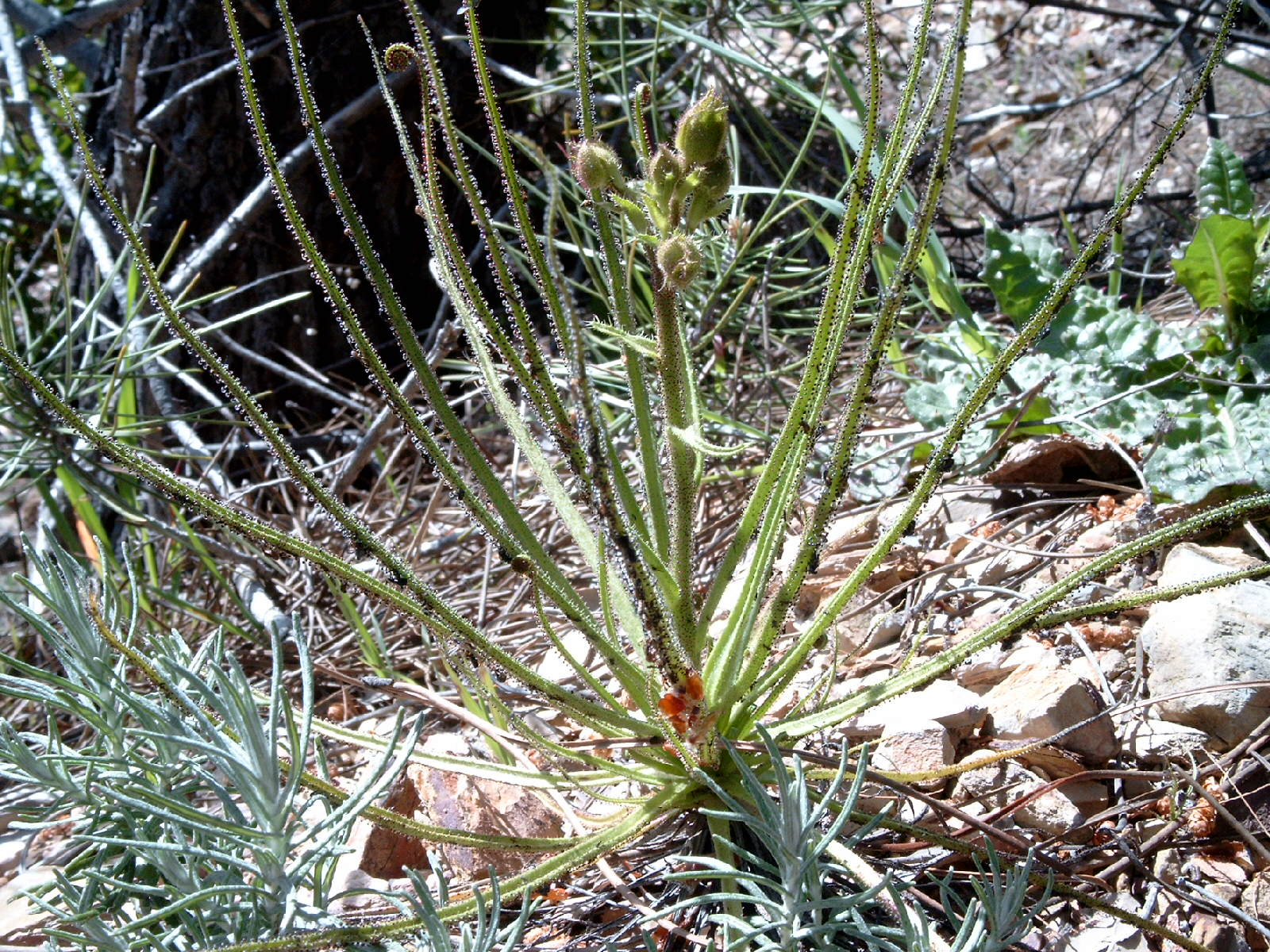
Drosophyllum lusitanicum

- Drosophyllum lusitanicum (L.) Link, 1806 (Sin.: Drosera lusitanica L.)

## †Fischeripollis
- †Fischeripollis halensis Truswell & Marchant, 1986
- †Fischeripollis krutschei Muller, 1981
- †Fischeripollis undulatus

## Genlisea
- Genlisea africana Oliv., 1865
- Genlisea angolensis Good, 1924
- Genlisea aurea St.Hil., 1833
- Genlisea barthlottii Porembski, E.Fischer & Gemmel, 1996
- Genlisea exhibitionista Rivadavia & A.Fleischm., 2011
- Genlisea filiformis St.Hil., 1833
- Genlisea flexuosa Rivadavia, A.Fleischm. & Gonella, 2011
- Genlisea glabra P.Taylor, 1967
- Genlisea glandulosissima Fries, 1916
- Genlisea guianensis N.E.Br., 1900

- Genlisea hispidula Stapf, 1904
- Genlisea lobata Fromm-Trinta, 1989
- Genlisea margaretae Hutch., 1946

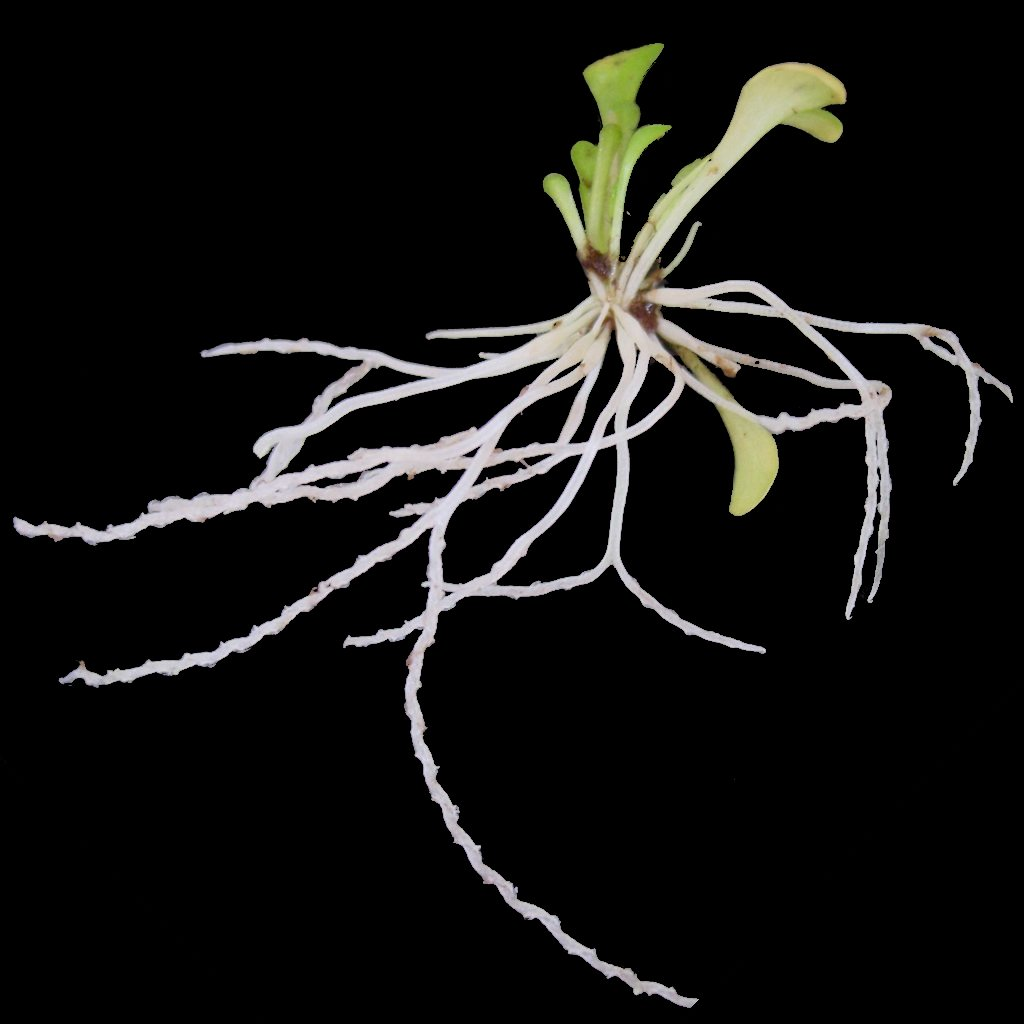
Genlisea violacea

- Genlisea metallica Rivadavia & A.Fleischm., 2011
- Genlisea nebulicola Rivadavia, Gonella & A.Fleischm., 2011
- Genlisea oligophylla Rivadavia & A.Fleischm., 2011
- Genlisea pallida Fromm-Trinta & P.Taylor, 1985
- Genlisea pygmaea St.Hil., 1833
- Genlisea repens Benj., 1847
- Genlisea roraimensis N.E.Br., 1901
- Genlisea sanariapoana Steyerm., 1953
- Genlisea stapfii A.Chev., 1912
- Genlisea subglabra Stapf, 1906
- Genlisea subviridis Hutch., 1946
- Genlisea taylorii Eb.Fischer, Porembski & Barthlott, 2000
- Genlisea uncinata P.Taylor & Fromm-Trinta, 1983
- Genlisea violacea St.Hil., 1833

## Heliamphora
- Heliamphora arenicola Wistuba, A.Fleischm., Nerz & S.McPherson, 2011
- Heliamphora ceracea Nerz, Wistuba, Grantsau, Rivadavia, A.Fleischm. & S.McPherson, 2011
- Heliamphora chimantensis Wistuba, Carow & Harbarth, 2002
- Heliamphora ciliata Wistuba, Nerz & A.Fleischm., 2009
- Heliamphora collina Wistuba, Nerz, S.McPherson & A.Fleischm., 2011
- Heliamphora elongata Nerz, 2004
- Heliamphora exappendiculata (Maguire & Steyermark) Nerz & Wistuba, 2006
- Heliamphora folliculata Wistuba, Harbarth & Carow, 2001
- Heliamphora glabra Nerz, Wistuba & Hoogenstrijd, 2006
- Heliamphora heterodoxa Steyerm., 1951
- Heliamphora hispida Wistuba & Nerz, 2000
- Heliamphora huberi A.Fleischm., Wistuba & Nerz, 2009
- Heliamphora ionasi Maguire, 1978
- Heliamphora macdonaldae Gleason, 1931
- Heliamphora minor Gleason, 1939
- Heliamphora neblinae Maguire, 1978

- Heliamphora nutans Benth., 1840

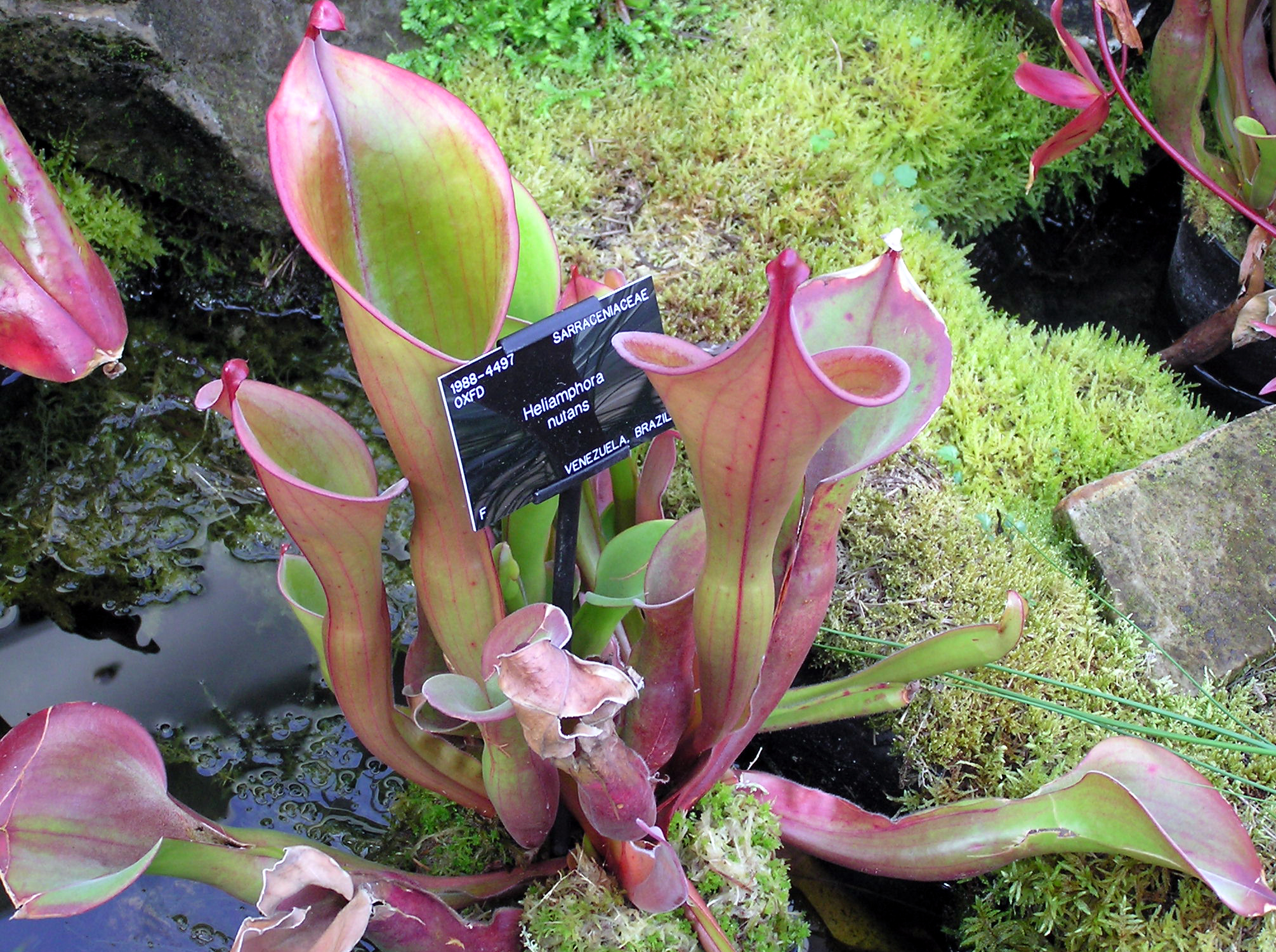
Heliamphora nutans

- Heliamphora parva (Maguire) S.McPherson, A.Fleischm., Wistuba & Nerz, 2011
- Heliamphora pulchella Wistuba, Carow, Harbarth & Nerz, 2005
- Heliamphora purpurascens Wistuba, A.Fleischm., Nerz & S.McPherson, 2011
- Heliamphora sarracenioides Carow, Wistuba & Harbarth, 2005
- Heliamphora tatei Gleason, 1931
- Heliamphora uncinata Nerz, Wistuba & A.Fleischm., 2009

## Nepenthes
- Nepenthes abalata Jebb & Cheek, 2013
- Nepenthes adnata Tamin & M.Hotta ex Schlauer, 1994
- Nepenthes alata Blanco, 1837
- Nepenthes alba Ridl., 1924
- Nepenthes albomarginata  T.Lobb ex Lindl., 1849
- Nepenthes alzapan Jebb & Cheek, 2013
- Nepenthes ampullaria	Jack, 1835
- Nepenthes andamana M.Catal., 2010
- Nepenthes angasanensis Maulder, B.R.Salmon, Schub. & Quinn., 1999
- Nepenthes appendiculata Chi C.Lee, Bourke, Rembold, W.Taylor & S.T.Yeo, 2011
- Nepenthes argentii  Jebb & Cheek, 1997

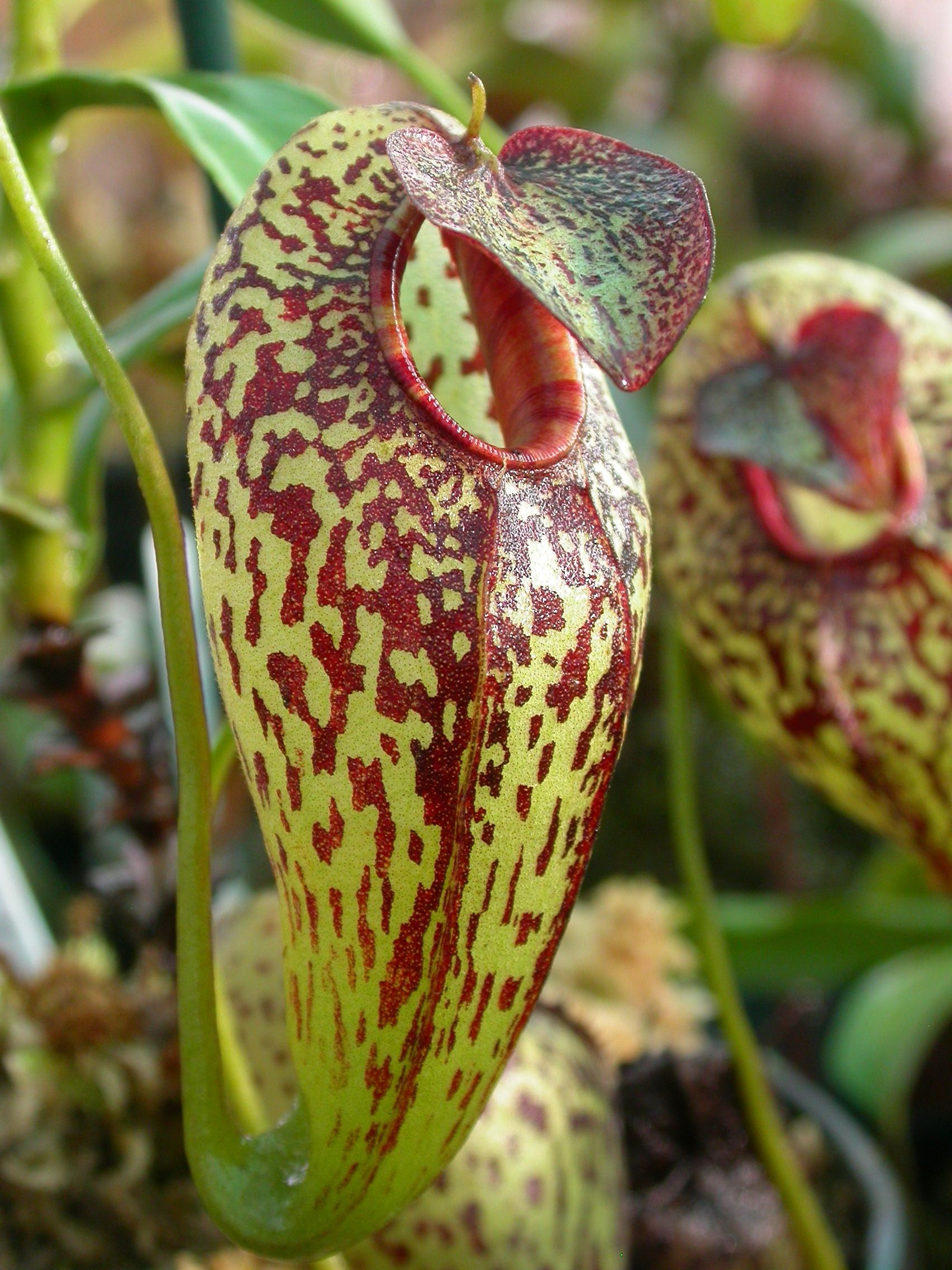
Nepenthes aristolochioides

- Nepenthes aristolochioides  Jebb & Cheek, 1997
- Nepenthes attenboroughii A.S.Rob., S.McPherson & V.B.Heinrich, 2009
- Nepenthes beccariana Macfarl., 1908
- Nepenthes bellii  K.Kondo, 1969
- Nepenthes benstonei  C.Clarke, 1999
- Nepenthes bicalcarata	Hook.f., 1873
- Nepenthes bokorensis Mey, 2009
- Nepenthes bongso  Korth., 1839
- Nepenthes boschiana  Korth., 1839
- Nepenthes burbidgeae  Hook.f. ex Burb., 1882
- Nepenthes burkei  Hort.Veitch ex Mast., 1889
- Nepenthes campanulata  Sh.Kurata, 1973
- Nepenthes ceciliae Gronem., Coritico, Micheler, Marwinski, Acil & V.B.Amoroso, 2011
- Nepenthes chang M.Catal., 2010
- Nepenthes chaniana C.Clarke, Chi C.Lee & S.McPherson, 2006
- Nepenthes clipeata  Danser, 1928
- Nepenthes copelandii Merr. ex Macfarl., 1908
- Nepenthes danseri  Jebb & Cheek, 1997
- Nepenthes deaniana  Macfarl., 1908
- Nepenthes densiflora  Danser, 1940
- Nepenthes diatas  Jebb & Cheek, 1997
- Nepenthes distillatoria  L., 1753
- Nepenthes dubia  Danser, 1928
- Nepenthes edwardsiana  H.Low ex Hook.f., 1859
- Nepenthes ephippiata  Danser, 1928
- Nepenthes epiphytica A.S.Rob., Nerz & Wistuba, 2011
- Nepenthes eustachya  Miq., 1858

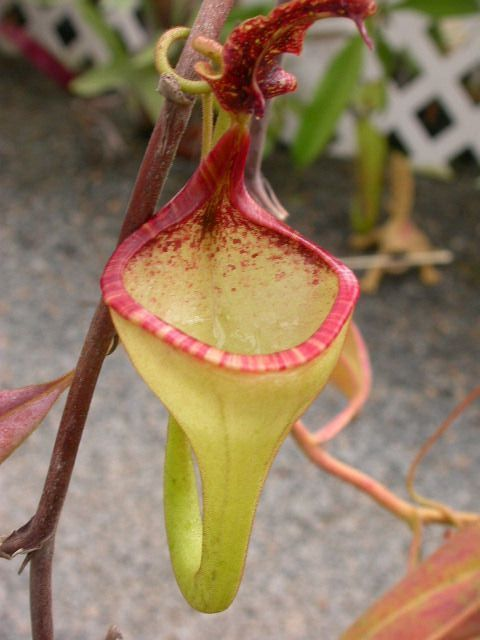
Nepenthes eymae

- Nepenthes eymae  Sh.Kurata, 1984
- Nepenthes faizaliana  J.H.Adam & Wilcock, 1991
- Nepenthes flava Wistuba, Nerz & A.Fleischm., 2007
- Nepenthes fusca  Danser, 1928
- Nepenthes gantungensis S.McPherson, Cervancia, Chi C.Lee, Jaunzems, Mey & A.S.Rob., 2010
- Nepenthes glabrata  J.R.Turnbull & A.T.Middleton, 1984
- Nepenthes glandulifera Chi C.Lee, 2004
- Nepenthes gracilis  Korth., 1839
- Nepenthes gracillima  Ridl., 1908
- Nepenthes gymnamphora  Reinw. ex Nees, 1824
- Nepenthes hamata  J.R.Turnbull & A.T.Middleton, 1984
- Nepenthes hamiguitanensis Gronem., Wistuba, V.B.Heinrich, S.McPherson, Mey & V.B.Amoroso, 2010
- Nepenthes hemsleyana Macfarl., 1908
- Nepenthes hirsuta  Hook.f., 1873
- Nepenthes hispida Beck, 1895
- Nepenthes holdenii Mey, 2010
- Nepenthes hurrelliana Cheek & A.L.Lamb, 2003
- Nepenthes inermis  Danser, 1928
- Nepenthes insignis  Danser, 1928
- Nepenthes izumiae  Troy Davis, C.Clarke, & Tamin, 2003
- Nepenthes jacquelineae  C.Clarke, Troy Davis & Tamin, 2001
- Nepenthes jamban Chi C.Lee, 2006
- Nepenthes junghuhnii Macfarl. in sched., 1917
- Nepenthes kampotiana Lecomte, 1909
- Nepenthes kerrii M.Catal. & Kruetr., 2010
- Nepenthes khasiana  Hook.f., 1873
- Nepenthes klossii  Ridl., 1916
- Nepenthes kongkandana Cheek ined.
- Nepenthes lamii  Jebb & Cheek, 1997
- Nepenthes lavicola  Wistuba & Rischer, 1996
- Nepenthes leonardoi S.McPherson, Bourke, Cervancia, Jaunzems & A.S.Rob., 2011
- Nepenthes lingulata Chi C.Lee, 2006
- Nepenthes longifolia  Nerz & Wistuba, 1994
- Nepenthes lowii  Hook.f., 1859
- Nepenthes macfarlanei  Hemsl., 1905
- Nepenthes macrophylla  (Marabini) Jebb & Cheek, 1997 (Bas.: Nepenthes edwardsiana subsp.macrophylla)
- Nepenthes macrovulgaris  J.R.Turnbull & A.T.Middleton, 1987
- Nepenthes madagascariensis  Poir., 1797
- Nepenthes mantalingajanensis Nerz & Wistuba, 2007
- Nepenthes mapuluensis  J.H.Adam & Wilcock, 1990
- Nepenthes masoalensis  Schmid-Hollinger, 1977
- Nepenthes maxima   Reinw. ex Nees, 1824
- Nepenthes merrilliana  Macfarl., 1911
- Nepenthes micramphora V.B.Heinrich, S.McPherson, Gronem. & V.B.Amoroso, 2009
- Nepenthes mikei   B.R.Salmon & Maulder, 1995
- Nepenthes mindanaoensis  Sh.Kurata, 2001
- Nepenthes mira  Jebb & Cheek, 1998
- Nepenthes mirabilis  (Lour.) Rafarin, 1869 (Bas.: Phyllamphora mirabilis)
- Nepenthes mollis  Danser, 1928
- Nepenthes monticola A.S.Rob., Wistuba, Nerz, M.Mansur & S.McPherson, 2011
- Nepenthes muluensis  M.Hotta, 1996
- Nepenthes murudensis Culham, 1994
- Nepenthes naga Akhriadi, Hernawati, Primaldhi & M.Hambali, 2009
- Nepenthes neoguineensis  Macfarl., 1911
- Nepenthes nigra Nerz, Wistuba, Chi C.Lee, Bourke, U.Zimmermann & S.McPherson, 2011
- Nepenthes northiana  Hook.f., 1881
- Nepenthes ovata  Nerz & Wistuba, 1994
- Nepenthes palawanensis S.McPherson, Cervancia, Chi C.Lee, Jaunzems, Mey & A.S.Rob., 2010
- Nepenthes paniculata  Danser, 1928
- Nepenthes papuana  Danser, 1928
- Nepenthes peltata Sh.Kurata, 2008
- Nepenthes pervillei  Blume, 1852
- Nepenthes petiolata  Danser, 1928
- Nepenthes philippinensis  Macfarl., 1908
- Nepenthes pilosa  Danser, 1928
- Nepenthes pitopangii Chi C.Lee, S.McPherson, Bourke & M.Mansur, 2009
- Nepenthes platychila  Chi C.Lee, 2002
- Nepenthes pulchra Gronem., S.McPherson, Coritico, Micheler, Marwinski & V.B.Amoroso, 2011
- Nepenthes rafflesiana  Jack, 1835

- Nepenthes rajah  Hook.f., 1859
- Nepenthes ramispina Ridl., 1909
- Nepenthes ramos Jebb & Cheek, 2013

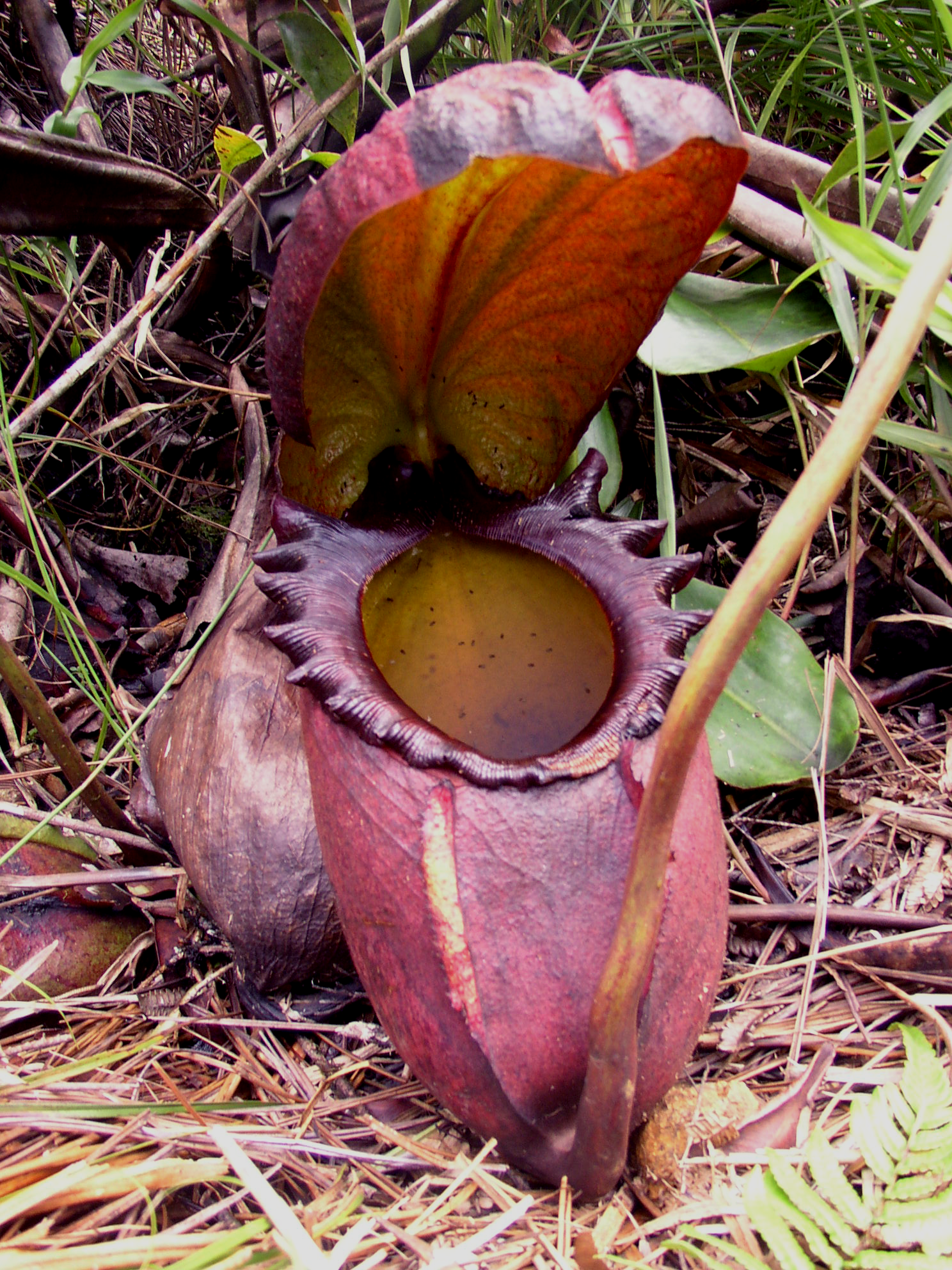
Nepenthes rajah

- Nepenthes reinwardtiana  Miq., 1851
- Nepenthes rhombicaulis  Sh.Kurata, 1973
- Nepenthes rigidifolia  Akhriadi, Hernawati & Tamin, 2004
- Nepenthes robcantleyi Cheek, 2011
- Nepenthes rowanae Bail., 1897
- Nepenthes sanguinea  Lindl., 1849
- Nepenthes saranganiensis  Sh.Kurata, 2003
- Nepenthes sibuyanensis  Nerz, 1998
- Nepenthes singalana  Becc., 1886
- Nepenthes smilesii Hemsl., 1895
- Nepenthes spathulata  Danser, 1935
- Nepenthes spectabilis  Danser, 1928
- Nepenthes stenophylla  Mast., 1890
- Nepenthes sumatrana  (Miq.) Beck, 1895 (Bas.: Nepenthes boschiana var.sumatrana)
- Nepenthes suratensis M.Catal., 2010
- Nepenthes surigaoensis Elmer, 1915
- Nepenthes talangensis  Nerz & Wistuba, 1994
- Nepenthes tenax C.Clarke & R.Kruger, 2006
- Nepenthes tentaculata  Hook.f., 1873
- Nepenthes tenuis  Nerz & Wistuba, 1994
- Nepenthes thai Cheek, 2009
- Nepenthes thorelii  Lecomte, 1909
- Nepenthes tobaica  Danser, 1928
- Nepenthes tomoriana  Danser, 1928
- Nepenthes treubiana  Warb., 1851
- Nepenthes truncata  Macfarl., 1911
- Nepenthes undulatifolia Nerz, Wistuba, U.Zimmermann, Chi C.Lee, A.Pirade & R.Pitopang, 2011
- Nepenthes veitchii  Hook.f., 1859
- Nepenthes ventricosa  Blanco, 1837
- Nepenthes vieillardii  Hook.f., 1873

- Nepenthes villosa  Hook.f., 1852

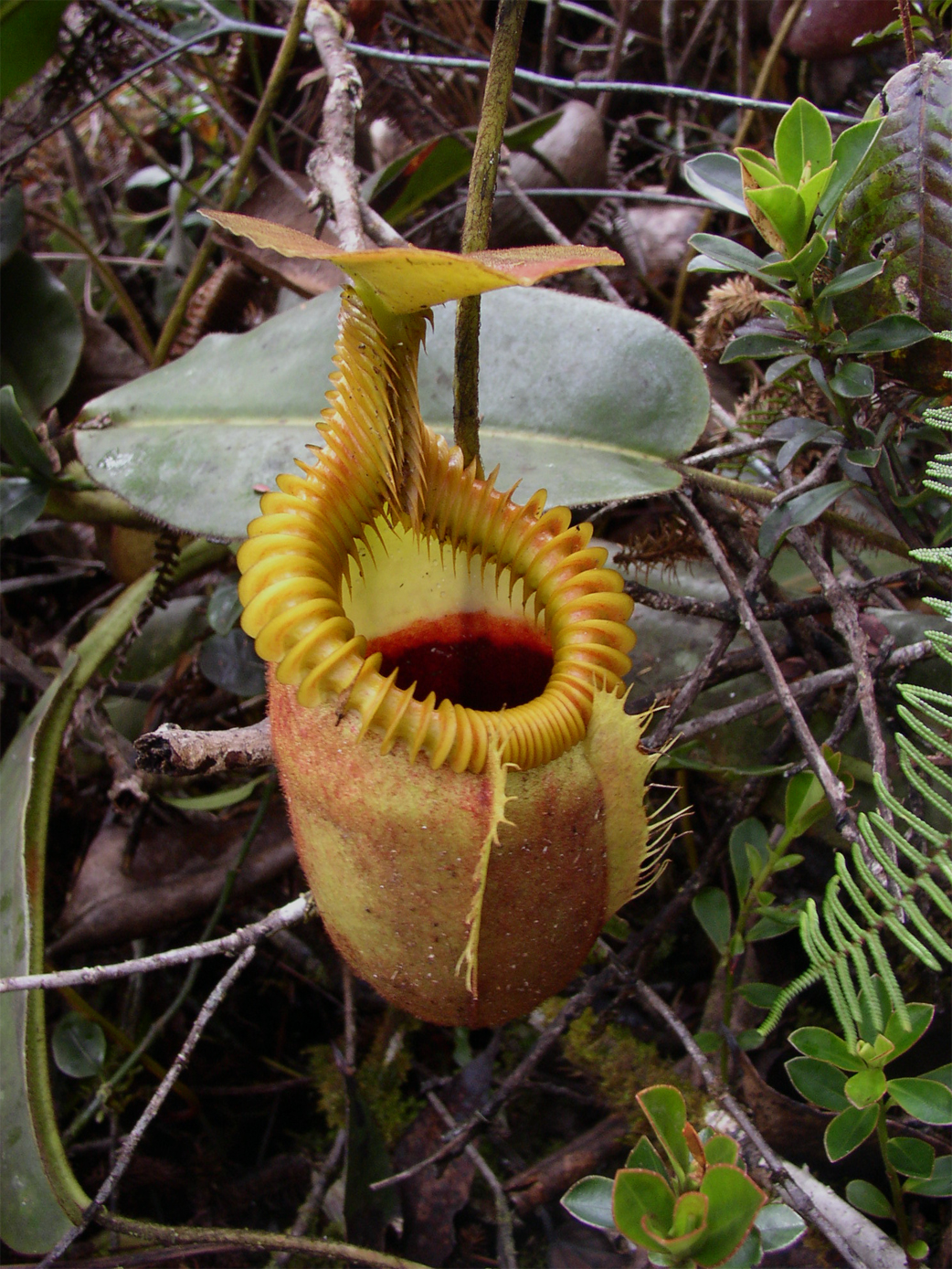
Nepenthes villosa

- Nepenthes vogelii  Schuit. & de Vogel, 2002
- Nepenthes sp. Anipahan
- Nepenthes sp. Luzon
- Nepenthes sp. Misool

## †Palaeoaldrovanda
- †Palaeoaldrovanda splendens Knobloch & Mai, 1984

## Philcoxia
- Philcoxia bahiensis V.C.Souza & Harley, 2000
- Philcoxia goiasensis P.Taylor, 2000
- Philcoxia minensis V.C.Souza & Giul., 2000

## Pinguicula
- Pinguicula acuminata Benth., 1839
- Pinguicula agnata  Casper, 1963
- Pinguicula albida  Wright ex Griseb., 1866
- Pinguicula algida  Malyschev, 1966
- Pinguicula alpina  L., 1753
- Pinguicula antarctica	Vahl, 1827
- Pinguicula balcanica Casper, 1962
- Pinguicula benedicta Barnhart, 1920
- Pinguicula bissei Casper, 2004
- Pinguicula caerulea Walt., 1788
- Pinguicula calderoniae Zamudio Ruiz, 2001
- Pinguicula calyptrata  H.B.K., 1817
- Pinguicula caryophyllacea Casper, 2004
- Pinguicula casabitoana Jimenez, 1960
- Pinguicula chilensis Clos, 1849
- Pinguicula chuquisacensis S.Beck, A.Fleischm. & Borsch, 2008
- Pinguicula clivorum  Standl. & Steyerm., 1944
- Pinguicula colimensis	McVaugh & Mickel, 1963
- Pinguicula conzattii Zamudio Ruiz & van Marm, 2003
- Pinguicula corsica  Bern. & Gren. ex Gren. & Godr, 1850
- Pinguicula crassifolia  Zamudio Ruiz, 1988
- Pinguicula crenatiloba A.DC., 1844
- Pinguicula crystallina	Sibth. ex Sibth. & Smith, 1806
- Pinguicula cubensis Urquiola & Casper, 2003
- Pinguicula cyclosecta	Casper, 1963
- Pinguicula debbertiana	Speta & Fuchs, 1992
- Pinguicula ehlersiae	Speta & Fuchs, 1982
- Pinguicula elizabethiae Zamudio Ruiz, 1999
- Pinguicula elongata  Benj., 1847
- Pinguicula emarginata	Zamudio Ruiz & Rzedowski, 1986
- Pinguicula esseriana	B.Kirchner, 1981
- Pinguicula filifolia  Wright ex Griseb., 1866
- Pinguicula gigantea  Luhrs, 1995
- Pinguicula gracilis	Zamudio Ruiz, 1988

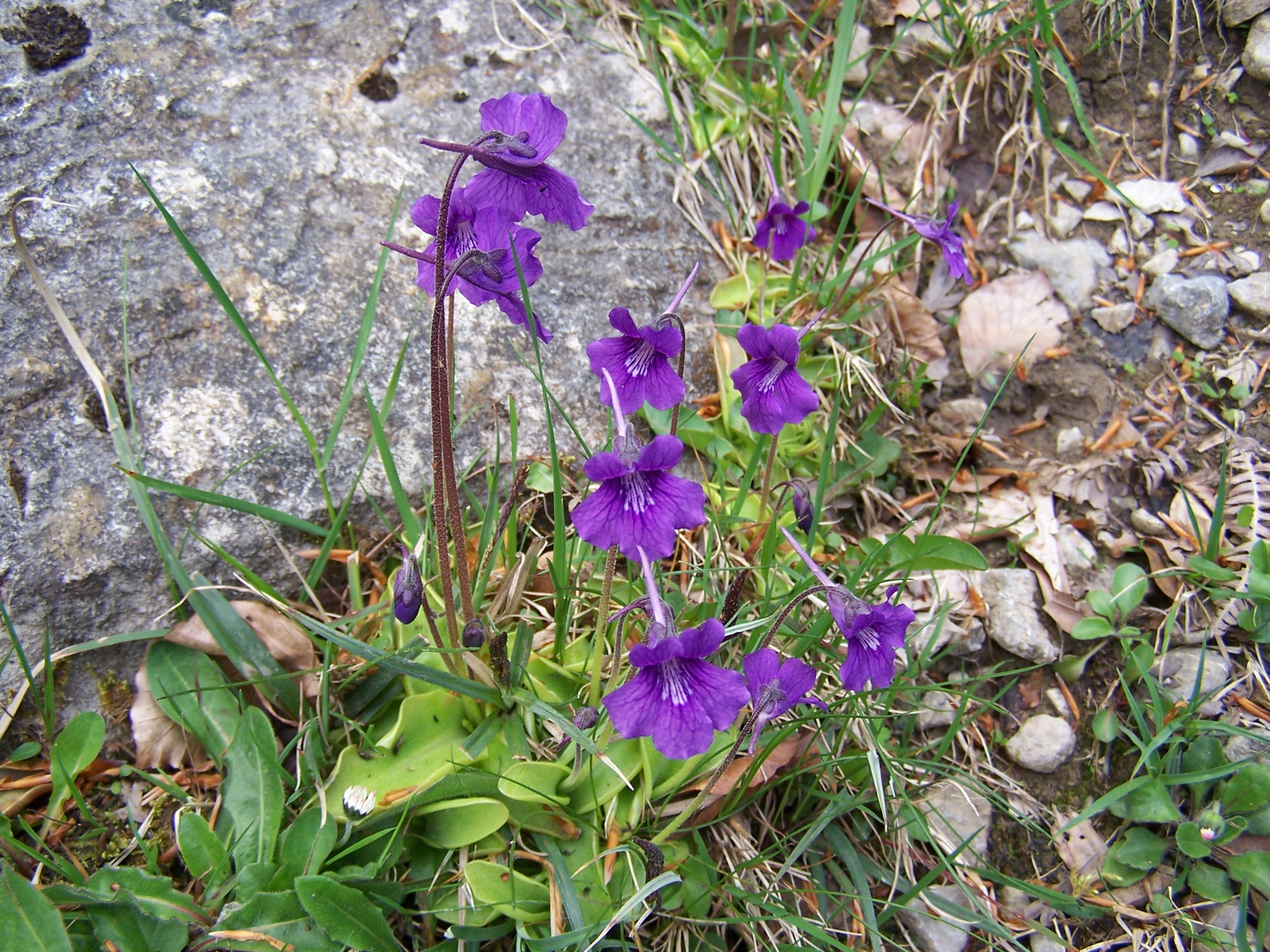
Pinguicula grandiflora

- Pinguicula grandiflora	 Lam., 1789
- Pinguicula greenwoodii  Cheek, 1994
- Pinguicula gypsicola	Brandeg., 1911
- Pinguicula habilii Yıldırım, Șenol & Pirhan, 2012
- Pinguicula hemiepiphytica  Zamudio Ruiz & Rzedowski, 1991
- Pinguicula heterophylla  Benth., 1839
- Pinguicula ibarrae  Zamudio Ruiz, 2005
- Pinguicula imitatrix  Casper, 1963
- Pinguicula immaculata  Zamudio Ruiz & Lux, 1992
- Pinguicula infundibuliformis Casper, 2003
- Pinguicula involuta Ruiz & Pav., 1789
- Pinguicula ionantha  Godfr., 1961
- Pinguicula jackii  Barnhart, 1930
- Pinguicula jaumavensis  Debbert, 1991
- Pinguicula kondoi  Casper, 1974
- Pinguicula laueana  Speta & Fuchs, 1989
- Pinguicula laxifolia  Luhrs, 1995
- Pinguicula leptoceras	Rchb., 1823
- Pinguicula lignicola  Barnhart, 1920
- Pinguicula lilacina  Schlecht. & Cham., 1830
- Pinguicula lippoldii Casper, 2007
- Pinguicula lithophytica C.Panfet-Valdés & P.Temple, 2008
- Pinguicula longifolia	Ram. ex DC., 1805
- Pinguicula lusitanica	L., 1753
- Pinguicula lutea Walt., 1788
- Pinguicula macroceras  Link, 1820
- Pinguicula macrophylla	H.B.K., 1817
- Pinguicula martinezii Zamudio Ruiz, 2005
- Pinguicula mesophytica Zamudio Ruiz, 1997
- Pinguicula mirandae  Zamudio Ruiz & Salinas, 1996
- Pinguicula moctezumae  Zamudio Ruiz & R.Z.Ortega, 1994

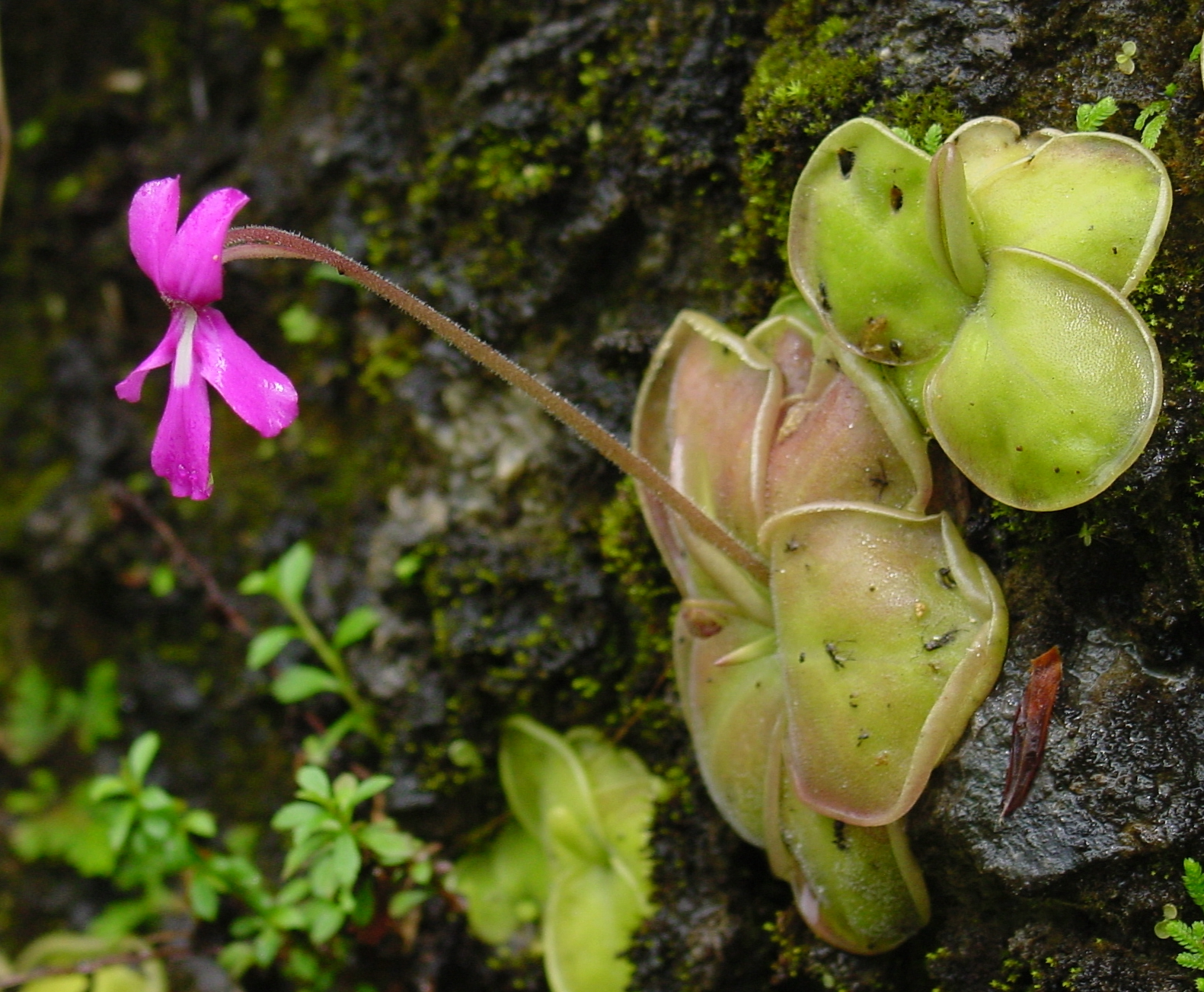
Pinguicula moranensis

- Pinguicula moranensis	H.B.K., 1817
- Pinguicula mundi Blanca, Jamilena, Ruiz-Rejon & Zamora, 1996
- Pinguicula nevadensis (Lindbg.) Casper, 1962 (Bas.: Pinguicula vulgaris subsp.nevadensis)
- Pinguicula oblongiloba	A.DC., 1844
- Pinguicula orchidioides A.DC., 1844
- Pinguicula parvifolia  Robinson, 1894
- Pinguicula pilosa Luhrs, Studnicka & Gluch, 2004
- Pinguicula planifolia	Chapm., 1897
- Pinguicula poldinii Steiger & Casper, 2001
- Pinguicula potosiensis  Speta & Fuchs, 1989
- Pinguicula primuliflora  Wood & Godfr., 1957
- Pinguicula pumila  Michx., 1803
- Pinguicula ramosa  Miyoshi ex Yatabe, 1890
- Pinguicula rectifolia  Speta & Fuchs, 1989
- Pinguicula reticulata	Fuchs ex Schlauer, 1991
- Pinguicula rotundiflora  Studnicka, 1985
- Pinguicula sharpii  Casper & K.Kondo, 1997
- Pinguicula takakii  Zamudio Ruiz & Rzedowski, 1986
- Pinguicula toldensis Casper, 2007
- Pinguicula utricularioides  Zamudio Ruiz & Rzedowski, 1991
- Pinguicula vallisneriifolia  Webb, 1853
- Pinguicula variegata  Turcz., 1840
- Pinguicula villosa  L., 1753
- Pinguicula vulgaris L., 1753
- Pinguicula zecheri  Speta & Fuchs, 1982

## Roridula
- Roridula dentata L., 1764
- Roridula gorgonias Planch., 1848

## Sarracenia
- Sarracenia alabamensis Case & R.B.Case, 2005
- Sarracenia alata (A.Wood) A.Wood, 1863
- Sarracenia flava L., 1753
- Sarracenia jonesii Wherry, 1929
- Sarracenia leucophylla Raf., 1817
- Sarracenia minor Walt., 1788

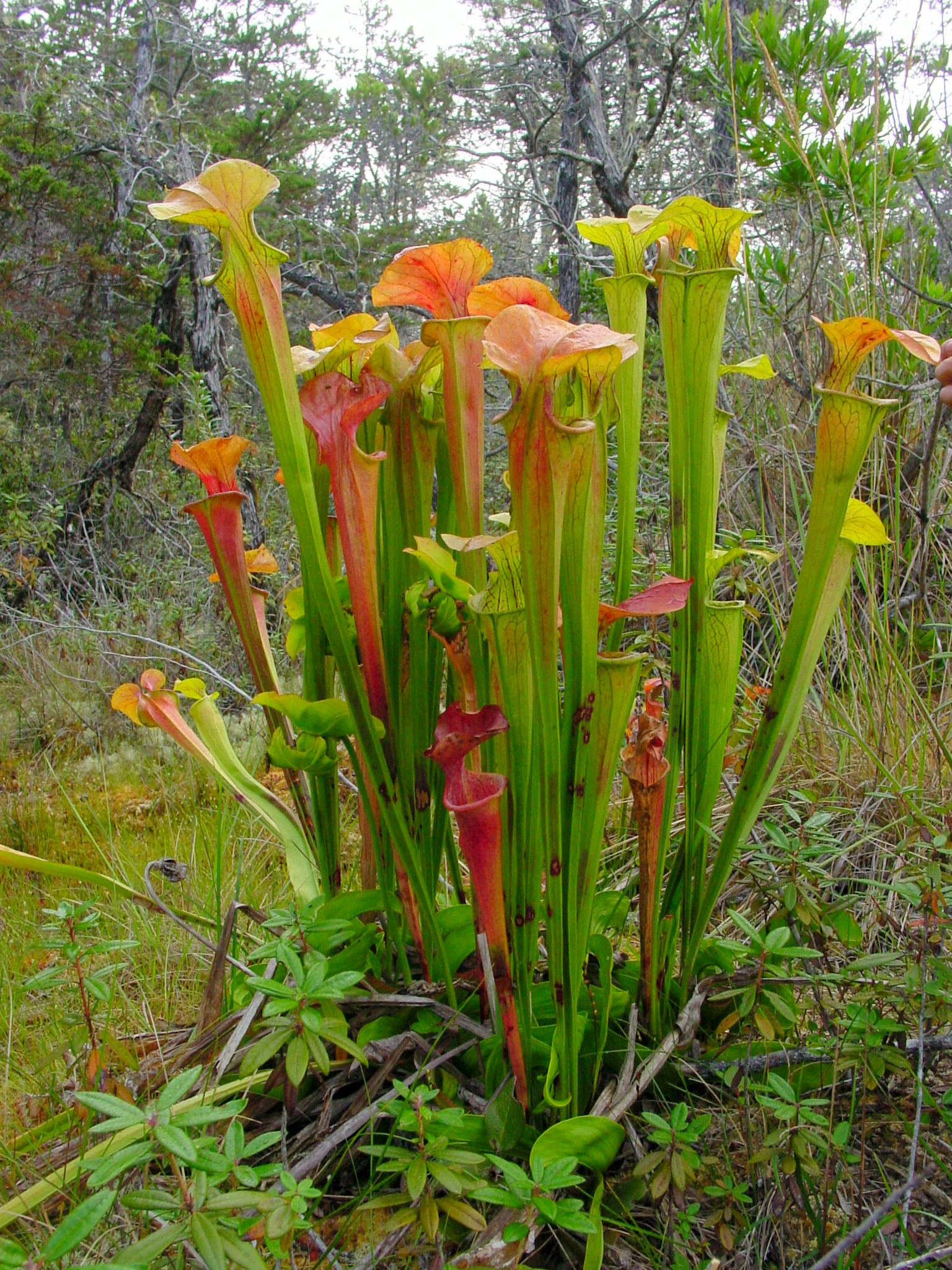
Sarracenia oreophila

- Sarracenia oreophila (Kearney) Wherry, 1933 (Bas.: Sarracenia flava var.oreophila)
- Sarracenia psittacina Michx., 1803
- Sarracenia purpurea L., 1753
- Sarracenia rosea Naczi, Case & R.B.Case, 1999
- Sarracenia rubra Walt., 1788

## †Saxonipollis
- †Saxonipollis saxonicus Krutzsch, 1970

## Stylidium
- Stylidium accedens
- Stylidium aceratum
- Stylidium aciculare
- Stylidium acuminatum
- Stylidium adenophorum
- Stylidium adnatum : Beaked triggerplant
- Stylidium adpressum : Trigger-on-stilts
- Stylidium aeonioides
- Stylidium affine : Queen triggerplant
- Stylidium albolilacinum
- Stylidium albomontis
- Stylidium alsinoides
- Stylidium amoenum : Lovely (or Beautiful) triggerplant
- Stylidium androsaceum
- Stylidium aquaticum
- Stylidium arenicola
- Stylidium armerium
- Stylidium articulatum : Stout triggerplant
- Stylidium assimile : Bronze-leaved triggerplant
- Stylidium asymmetricum : Asymmetric triggerplant
- Stylidium austrocapense
- Stylidium barleei : Tooth-leaved triggerplant
- Stylidium bauthas
- Stylidium beaugleholei
- Stylidium begoniifolium
- Stylidium bellidifolium
- Stylidium bicolor
- Stylidium breviscapum : Boomerang triggerplant
- Stylidium brunonianum : Pink fountain triggerplant
- Stylidium brunonis
- Stylidium bryoides

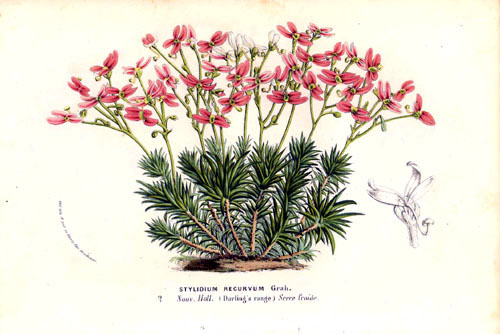
Stylidium bulbiferum

- Stylidium bulbiferum : Circus triggerplant
- Stylidium burbidgeanum
- Stylidium buxifolium
- Stylidium caespitosum : Fly-away triggerplant
- Stylidium calcaratum : Book triggerplant
- Stylidium candelabrum
- Stylidium capillare
- Stylidium caricifolium : Milkmaids
- Stylidium carlquistii
- Stylidium carnosum : Fleshy-leaved triggerplant
- Stylidium caulescens
- Stylidium ceratophorum
- Stylidium chiddarcoopingense
- Stylidium chinense
- Stylidium choreanthum : Dancing triggerplant
- Stylidium cicatricosum
- Stylidium ciliatum : Golden triggerplant
- Stylidium cilium
- Stylidium clarksonii
- Stylidium clavatum
- Stylidium claytonioides
- Stylidium coatesianum
- Stylidium compressum
- Stylidium confertum
- Stylidium confluens
- Stylidium cordifolium
- Stylidium coroniforme : Wongan Hills triggerplant
- Stylidium corymbosum : Whitecaps
- Stylidium costulatum
- Stylidium crassifolium : Thick-leaved triggerplant
- Stylidium crossocephalum : Posy triggerplant
- Stylidium cuneiformis
- Stylidium curtum
- Stylidium cygnorum
- Stylidium cymiferum
- Stylidium daphne
- Stylidium debile
- Stylidium delicatum
- Stylidium desertorum
- Stylidium despectum : Dwarf triggerplant
- Stylidium diceratum

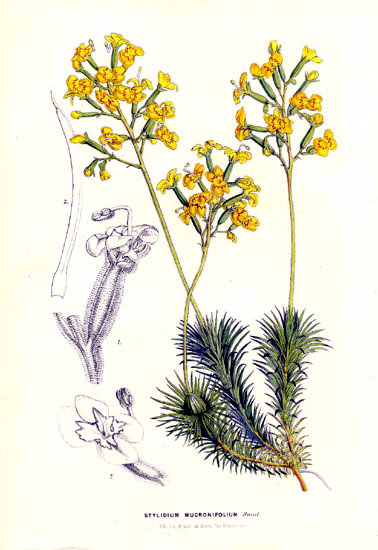
Stylidium dichotomum

- Stylidium dichotomum : Pins-and-needles
- Stylidium dicksonii
- Stylidium dielsianum : Tangle triggerplant
- Stylidium diffusum
- Stylidium dilatatum
- Stylidium diplectroglossum
- Stylidium dispermum
- Stylidium diuroides : Donkey triggerplant
- Stylidium divaricatum : Daddy-long-legs
- Stylidium divergens
- Stylidium diversifolium : Touch-me-not
- Stylidium drummondianum
- Stylidium dunlopianum
- Stylidium ecorne : Foot triggerplant
- Stylidium edentatum
- Stylidium eglandulosum : Wooly-stemmed triggerplant
- Stylidium elegans
- Stylidium elongatum : Tall triggerplant
- Stylidium emarginatum
- Stylidium ensatum
- Stylidium ericksonae
- Stylidium eripodum
- Stylidium eriorhizum
- Stylidium evolutum
- Stylidium expeditionis : Tutanning triggerplant
- Stylidium falcatum : Slender beaked triggerplant

- Stylidium fimbriatum
- Stylidium fissilobum
- Stylidium flagellum
- Stylidium floodii
- Stylidium floribundum
- Stylidium flumense
- Stylidium fluminense
- Stylidium foveolatum
- Stylidium fruticosum

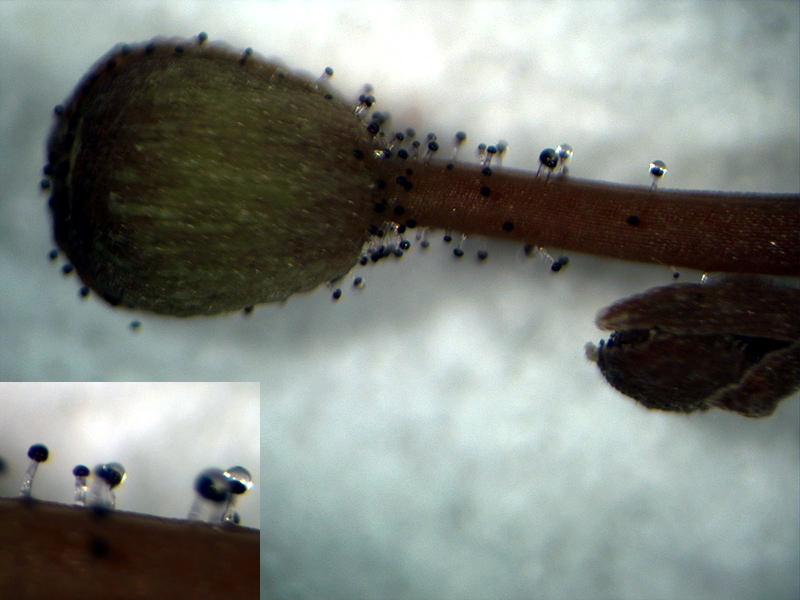
Bud and scape of Stylidium fimbriatum displaying the trichomes that can trap and kill insects.

- Stylidium galioides : Yellow mountain triggerplant
- Stylidium glabrifolium
- Stylidium glandulosum : Bushy triggerplant
- Stylidium glandulosissimum
- Stylidium glaucum : Grey triggerplant
- Stylidium graminifolium : Grass triggerplant
- Stylidium guttatum : Dotted triggerplant
- Stylidium gypsophiloides
- Stylidium hebegynum
- Stylidium hirsutum : Hairy triggerplant
- Stylidium hispidum : White butterfly triggerplant
- Stylidium hortiorum
- Stylidium hugelii
- Stylidium humphreysii
- Stylidium imbricatum : Tile-leaved triggerplant
- Stylidium inaequipetalum
- Stylidium inconspicuum
- Stylidium induratum : Desert triggerplant
- Stylidium insensitivum : Isensitive triggerplant
- Stylidium inundatum : Hundreds and Thousands
- Stylidium inversiflorum
- Stylidium involucratum
- Stylidium ireneae
- Stylidium javanicum
- Stylidium junceum : Reed triggerplant
- Stylidium kalbarriense
- Stylidium keigheryi
- Stylidium kunthii
- Stylidium lachnopodum
- Stylidium laciniatum : Tattered triggerplant

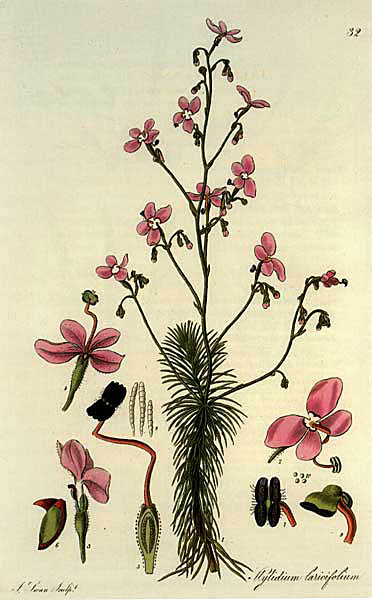
Stlydium laricifolium print from William Jackson Hooker's 1823 Exotic Flora.

- Stylidium laricifolium : Tree (or Larch-leaf) triggerplant
- Stylidium lateriticola
- Stylidium lehmannianum
- Stylidium leiophyllum
- Stylidium lepidum : Redcaps
- Stylidium leptobotrydium
- Stylidium leptobotrys
- Stylidium leptocalyx : Slender-calyxed triggerplant
- Stylidium leptophyllum : Needle-leaved triggerplant
- Stylidium leptorrhizum
- Stylidium leptostachyum
- Stylidium lessonii
- Stylidium leeuwinense
- Stylidium limbatum : Fringed-leaved triggerplant
- Stylidium lindleyanum
- Stylidium lineare : Narrow-leaved triggerplant
- Stylidium lineatum : Sunny triggerplant
- Stylidium lobuliflorum
- Stylidium longibracteatum : Long-bracted triggerplant
- Stylidium longicornu
- Stylidium longifolium
- Stylidium longissimum
- Stylidium longitubum : Jumping Jacks
- Stylidium lowrieanum
- Stylidium luteum : Yellow triggerplant
- Stylidium macranthum : Crab claws
- Stylidium maitlandianum : Fountain triggerplant
- Stylidium majus
- Stylidium marginatum
- Stylidium maritimum
- Stylidium marradongense
- Stylidium megacarpum
- Stylidium melastachys
- Stylidium merrallii : Merralls triggerplant
- Stylidium mimeticum
- Stylidium miniatum : Pink butterfly triggerplant
- Stylidium minus
- Stylidium mitchellii
- Stylidium mitrasacmoides
- Stylidium montanum
- Stylidium mucronatum
- Stylidium multiscapum
- Stylidium muscicola
- Stylidium neglectum : Neglected triggerplant
- Stylidium nominatum
- Stylidium nonscandens
- Stylidium nudum
- Stylidium nunagarensis : Nungarin triggerplant
- Stylidium obtusatum : Pinafore triggerplant
- Stylidium ornatum
- Stylidium oviflorum
- Stylidium pachyrrhizum
- Stylidium paniculatum
- Stylidium paulineae
- Stylidium pedunculatum
- Stylidium pendulum
- Stylidium periscelianthum : Pantaloon triggerplant
- Stylidium perizostera
- Stylidium perminutum
- Stylidium perpusillum : Tiny triggerplant
- Stylidium petiolare : Horned triggerplant
- Stylidium piliferum : Common butterfly triggerplant
- Stylidium pingrupense
- Stylidium planifolium
- Stylidium plantagineum : Plantagenet triggerplant
- Stylidium polystachium
- Stylidium preissii : Lizard triggerplant
- Stylidium pritzelianum : Royal triggerplant

- Stylidium productum
- Stylidium proliferum
- Stylidium prophyllum
- Stylidium propinquum
- Stylidium pruinosum
- Stylidium pseudocaespitosum
- Stylidium pseudohirsutum
- Stylidium pseudosacculatum
- Stylidium pseudotenellum

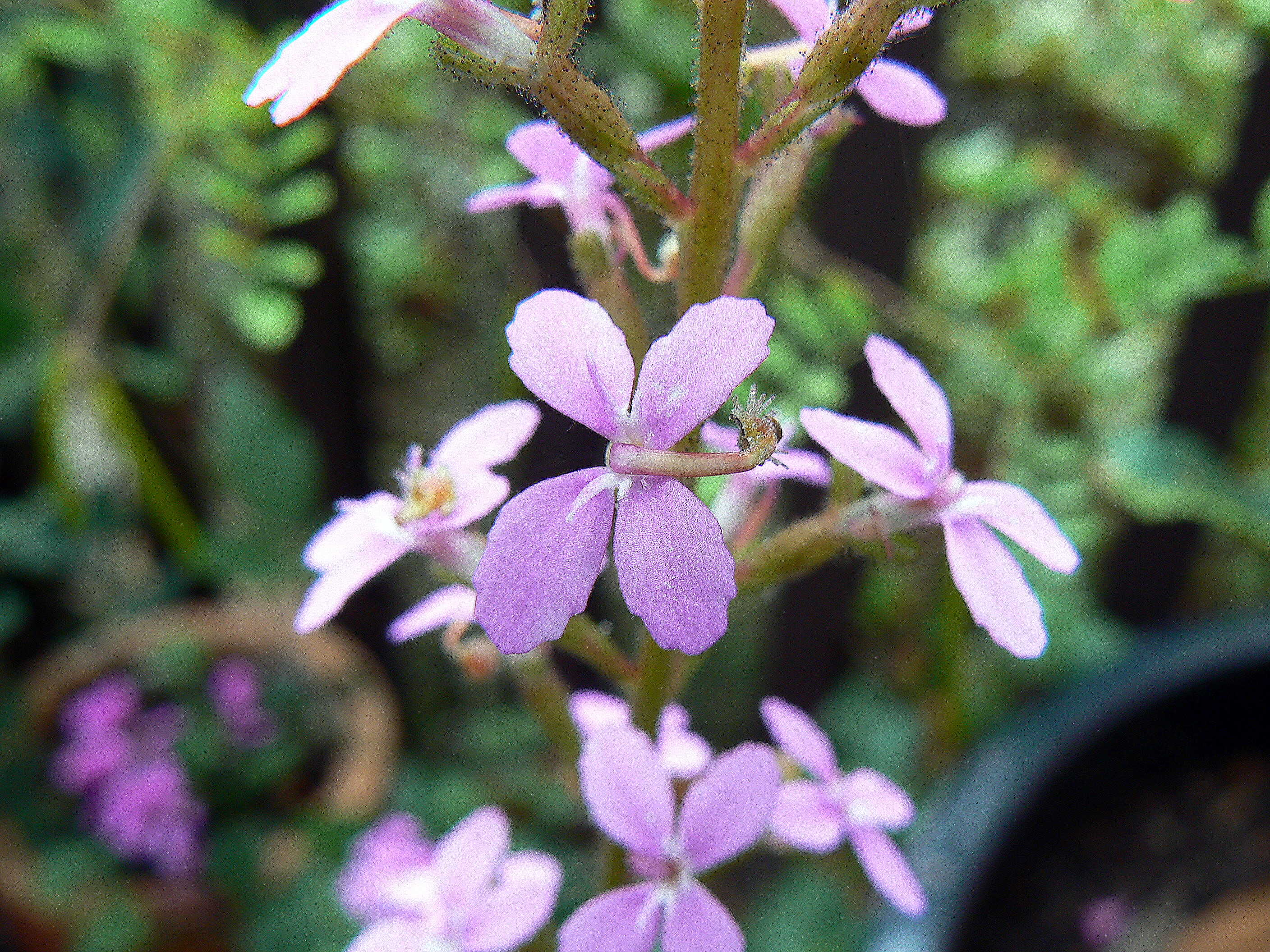
Stylidium productum

- Stylidium pubigerum : Yellow Butterfly triggerplant
- Stylidium pulchellum : Thumbelina triggerplant
- Stylidium pulviniforme
- Stylidium pycnostachyum : Downy triggerplant
- Stylidium pygmaeum : Pygmy triggerplant
- Stylidium quadrifurcatum : Four-pronged triggerplant
- Stylidium ramosissimum
- Stylidium ramosum
- Stylidium reductum
- Stylidium reduplicatum
- Stylidium repens : Matted triggerplant
- Stylidium rhipidium : Fan triggerplant
- Stylidium rhynchocarpum : Black-beaked triggerplant
- Stylidium ricae
- Stylidium rigidulum
- Stylidium rivulosum
- Stylidium robustum
- Stylidium roseo-alatum : Pink-wing triggerplant
- Stylidium roseonanum
- Stylidium roseum
- Stylidium rotundifolium
- Stylidium rubriscapum
- Stylidium rupestre : Rock triggerplant
- Stylidium sacculatum
- Stylidium scabridum : Moth triggerplant

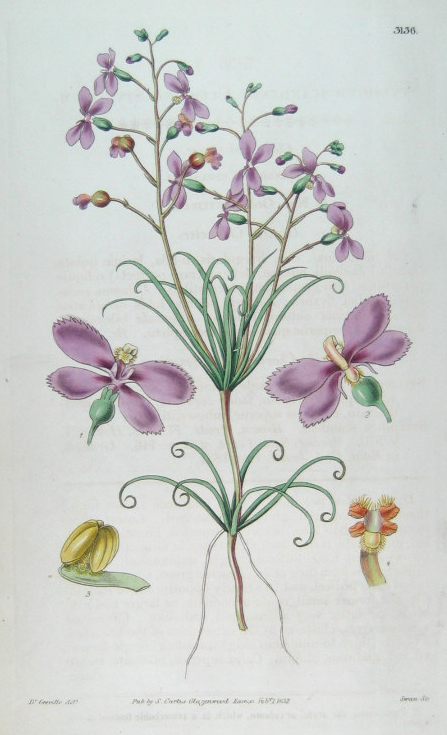
Curtis's Botanical Magazine print of Stylidium scandens.

- Stylidium scandens : Climbing triggerplant
- Stylidium scariosum
- Stylidium schizanthum
- Stylidium schoenoides : Cow Kicks
- Stylidium sejunctum
- Stylidium semaphorum
- Stylidium semipartitum
- Stylidium septentrionale
- Stylidium serrulatum
- Stylidium setaceum
- Stylidium setigerum
- Stylidium sidjamesii
- Stylidium simulans
- Stylidium sinicum
- Stylidium soboliferum
- Stylidium spathulatum : Creamy triggerplant
- Stylidium spinulosum : Topsy-turvy triggerplant
- Stylidium squamellosum : Maze triggerplant
- Stylidium squamosotuberosum : Fleshy-rhizomed triggerplant
- Stylidium stenophyllum
- Stylidium stenosepalum
- Stylidium stipitatum
- Stylidium stowardii
- Stylidium striatum : Fan-leaved triggerplant
- Stylidium subulatum
- Stylidium suffruticosum
- Stylidium sulcatum
- Stylidium symonii
- Stylidium tenellum
- Stylidium tenerrimum
- Stylidium tenerum
- Stylidium tenue
- Stylidium tenuicarpum
- Stylidium tenuifolium
- Stylidium tepperianum
- Stylidium tetrandra
- Stylidium thesioides : Delicate triggerplant
- Stylidium thyrsiforme
- Stylidium tinkeri
- Stylidium torticarpum
- Stylidium trichopodum

- Stylidium turbinatum
- Stylidium tylosum
- Stylidium udusicola
- Stylidium uliginosum
- Stylidium umbellatum

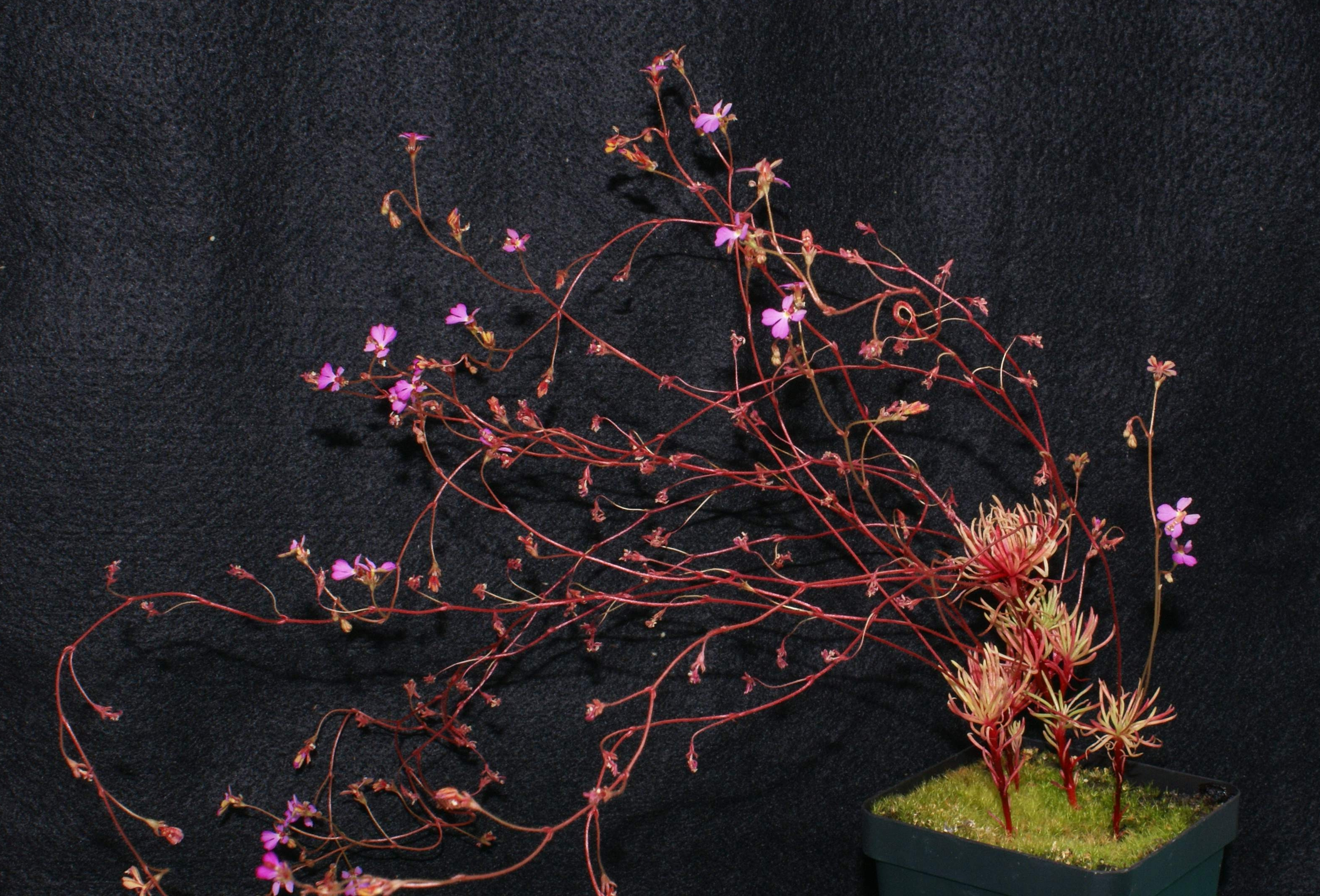
Stylidium turbinatum

- Stylidium uniflorum : Pincushion triggerplant
- Stylidium utriculariodes : Pink fan triggerplant
- Stylidium validum
- Stylidium velleioides
- Stylidium verticillatum: Pink mountain triggerplant
- Stylidium violaceum : Violet triggerplant
- Stylidium vitiense
- Stylidium warriedarense
- Stylidium weeliwolli
- Stylidium wightianum
- Stylidium wilroyense
- Stylidium xanthopis : Yellow eyed triggerplant
- Stylidium yilgarnense : Yilgarn triggerplant
- Stylidium zeicolor : Maize triggerplant

## Triphyophyllum

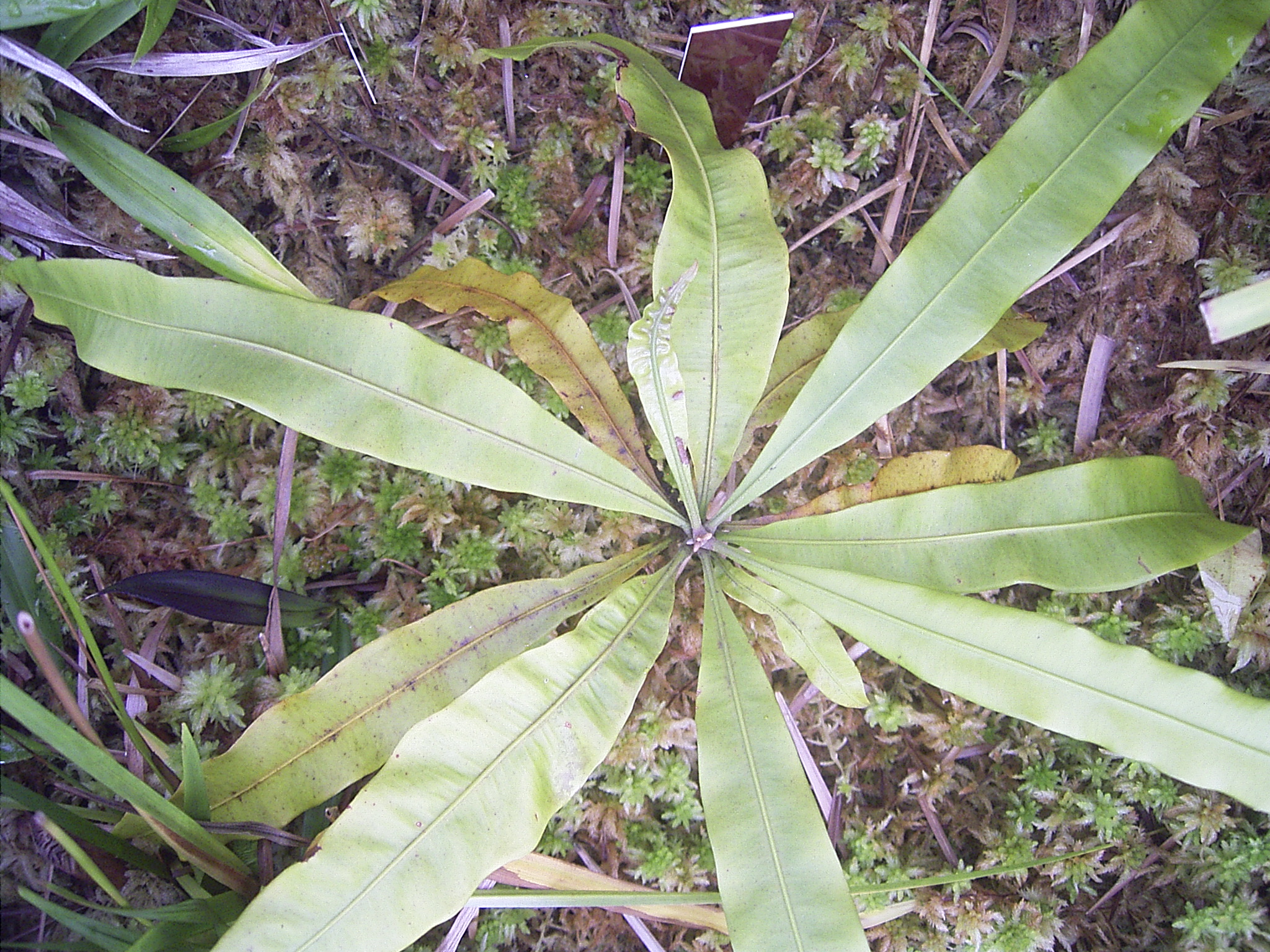
Triphyophyllum peltatum

- Triphyophyllum peltatum (Hutch. & Dalz.) Airy Shaw, 1952 (Bas.: Dioncophyllum peltatum)

## Utricularia
- Utricularia adpressa  Salzm. ex St.Hil. & Gir., 1838
- Utricularia albiflora R.Br., 1810
- Utricularia albocaerulea Dalz., 1851
- Utricularia alpina  Jacq., 1760
- Utricularia amethystina  Salzm. ex St.Hil. & Gir., 1838
- Utricularia andongensis Welw. ex Hiern., 1900
- Utricularia antennifera P.Taylor, 1986
- Utricularia appendiculata  E.A.Bruce, 1934
- Utricularia arcuata  R.Wight, 1849
- Utricularia arenaria  A.DC., 1844
- Utricularia arnhemica  P.Taylor, 1986
- Utricularia asplundii P.Taylor, 1975
- Utricularia aurea  Lour., 1790
- Utricularia aureomaculata  Steyerm., 1953
- Utricularia australis R.Br., 1810
- Utricularia babui Yadav, Sardesai & Gaikwad, 2005
- Utricularia beaugleholei Gassin, 1993
- Utricularia benjaminiana Oliv., 1860
- Utricularia benthamii  P.Taylor, 1986
- Utricularia bifida L., 1753
- Utricularia biloba R.Br., 1810
- Utricularia biovularioides  (Kuhlm.) P.Taylor, 1986 (Bas.: Saccolaria biovularioides)

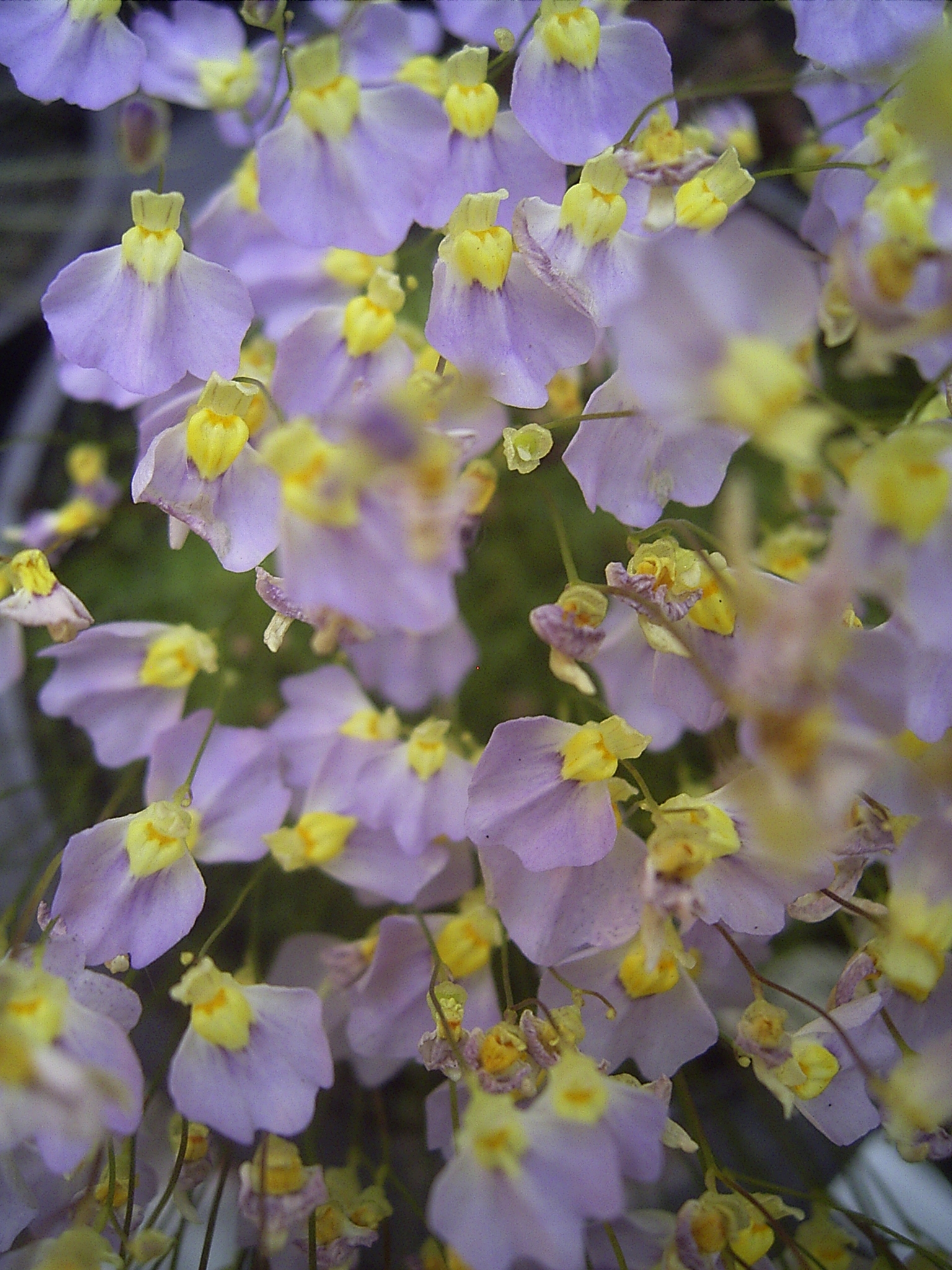
Utricularia bisquamata

- Utricularia bisquamata	Schrank, 1824
- Utricularia blackmanii R.W.Jobson, 2012
- Utricularia blanchetii A.DC., 1844
- Utricularia bosminifera Ostenf., 1906
- Utricularia brachiata  (R.Wight) Oliv., 1859
- Utricularia bracteata Good, 1924
- Utricularia bremii Heer, 1830
- Utricularia breviscapa  Wright ex Griseb., 1866
- Utricularia buntingiana  P.Taylor, 1975
- Utricularia caerulea  L., 1753
- Utricularia calycifida	Benj., 1847
- Utricularia campbelliana Oliv., 1887
- Utricularia capilliflora F.Muell., 1890
- Utricularia cecilii P.Taylor, 1984
- Utricularia cheiranthos  P.Taylor, 1986
- Utricularia chiakiana  Komiya & Shibata, 1997
- Utricularia chiribiquitensis  Fernandez-Perez, 1964
- Utricularia choristotheca P.Taylor, 1986
- Utricularia christopheri P.Taylor, 1986
- Utricularia chrysantha R.Br., 1810
- Utricularia circumvoluta P.Taylor, 1986
- Utricularia cochleata C.P.Bove, 2008
- Utricularia cornigera Studnička, 2009
- Utricularia cornuta Michx., 1803
- Utricularia corynephora P.Taylor, 1986
- Utricularia costata P.Taylor, 1986
- Utricularia cucullata St.Hil. & Gir., 1838
- Utricularia cymbantha Welw. ex Oliv., 1865
- Utricularia delicatula Cheesem., 1906
- Utricularia delphinioides Thorel ex Pellegr., 1920
- Utricularia densiflora Baleeiro & C.P.Bove, 2011
- Utricularia determannii P.Taylor, 1986

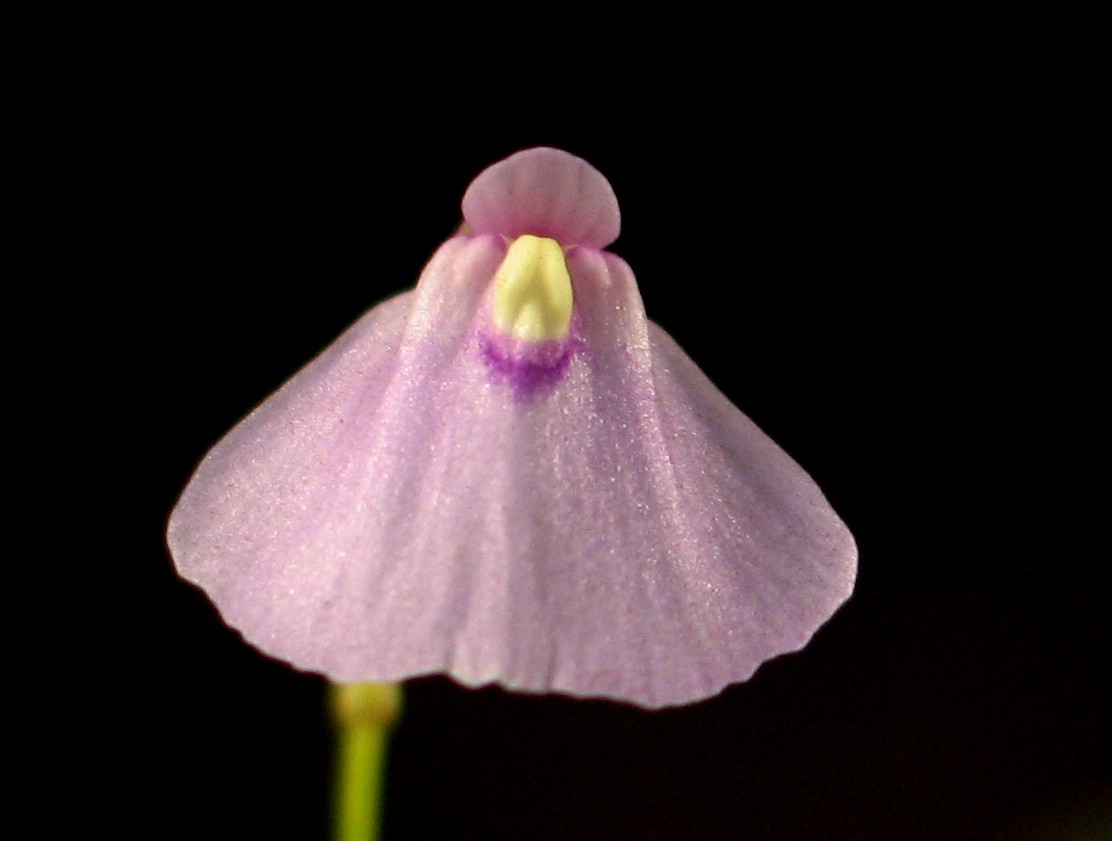
Utricularia dichotoma

- Utricularia dichotoma  Labill., 1804
- Utricularia dimorphantha  Makino, 1906
- Utricularia dunlopii  P.Taylor, 1986
- Utricularia dunstaniae  F.E.Lloyd, 1936
- Utricularia endresii  Rchb.f., 1874
- Utricularia erectiflora St.Hil. & Gir., 1838
- Utricularia fimbriata  H.B.K., 1818
- Utricularia firmula  Welw. ex Oliv., 1865
- Utricularia fistulosa P.Taylor, 1986
- Utricularia flaccida  A.DC., 1844
- Utricularia floridana  Nash, 1896
- Utricularia foliosa L., 1753
- Utricularia forrestii  P.Taylor, 1986
- Utricularia foveolata Edgew., 1847
- Utricularia fulva  F.Muell., 1858
- Utricularia furcellata  Oliv., 1859
- Utricularia garrettii P.Taylor, 1986
- Utricularia geminiloba  Benj., 1847
- Utricularia geminiscapa Benj., 1847
- Utricularia geoffrayi  Pellegr., 1920
- Utricularia georgei  P.Taylor, 1986
- Utricularia gibba L., 1753
- Utricularia graminifolia  Vahl, 1804
- Utricularia guyanensis  A.DC., 1844
- Utricularia hamiltonii  F.E.Lloyd, 1936
- Utricularia helix  P.Taylor, 1986
- Utricularia heterochroma  Steyerm., 1953
- Utricularia heterosepala  Benj., 1847
- Utricularia hintonii  P.Taylor, 1986
- Utricularia hirta  Klein ex Link, 1820
- Utricularia hispida  Lam., 1791
- Utricularia holtzei  F.Muell., 1893
- Utricularia humboldtii	 Schomb., 1841
- Utricularia huntii  P.Taylor, 1986
- Utricularia hydrocarpa  Vahl, 1804
- Utricularia inaequalis  A.DC., 1844
- Utricularia incisa (A.Rich.) Alain, 1956 (Bas.:Drosera incisa)

- Utricularia inflata Walt., 1788
- Utricularia inflexa  Forsk., 1775
- Utricularia intermedia Hayne, 1800

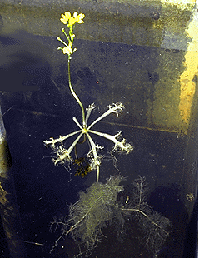
Utricularia inflata

- Utricularia inthanonensis Suksathan & J.Parn., 2010
- Utricularia involvens  Ridl., 1895
- Utricularia jackii J. Parn., 2005
- Utricularia jamesoniana Oliv., 1860
- Utricularia juncea  Vahl, 1804
- Utricularia kamienskii  F.Muell., 1893
- Utricularia kenneallyi  P.Taylor, 1986
- Utricularia kimberleyensis  C.A.Gardn., 1930
- Utricularia kumaonensis  Oliv., 1859
- Utricularia laciniata  St.Hil. & Gir., 1838
- Utricularia lasiocaulis F.Muell., 1885
- Utricularia lateriflora  R.Br., 1810
- Utricularia laxa  St.Hil. & Gir., 1838
- Utricularia lazulina  P.Taylor, 1984
- Utricularia leptoplectra  F.Muell., 1885
- Utricularia leptorhyncha Schwarz, 1927
- Utricularia letestui  P.Taylor, 1989
- Utricularia limosa R.Br., 1810
- Utricularia linearis Wakabayashi, 2010
- Utricularia livida E.Mey., 1837
- Utricularia lloydii  Merl ex F.E.Lloyd, 1932
- Utricularia longeciliata A.DC., 1844
- Utricularia longifolia	 Gardn., 1842
- Utricularia macrocheilos (P.Taylor) P.Taylor, 1986 (Bas.: Utricularia micropetala var.macrocheilos)
- Utricularia macrorhiza  Le Conte, 1824
- Utricularia malabarica  Janarthanam & Henry, 1989
- Utricularia mangshanensis G.W.Hu, 2007
- Utricularia mannii Oliv., 1865
- Utricularia menziesii	R.Br., 1810
- Utricularia meyeri  Pilger, 1901
- Utricularia microcalyx (P.Taylor) P.Taylor, 1971 (Bas.: Utricularia welwitschii var.microcalyx)
- Utricularia micropetala  Sm., 1819

- Utricularia minor L., 1753
- Utricularia minutissima Vahl, 1804

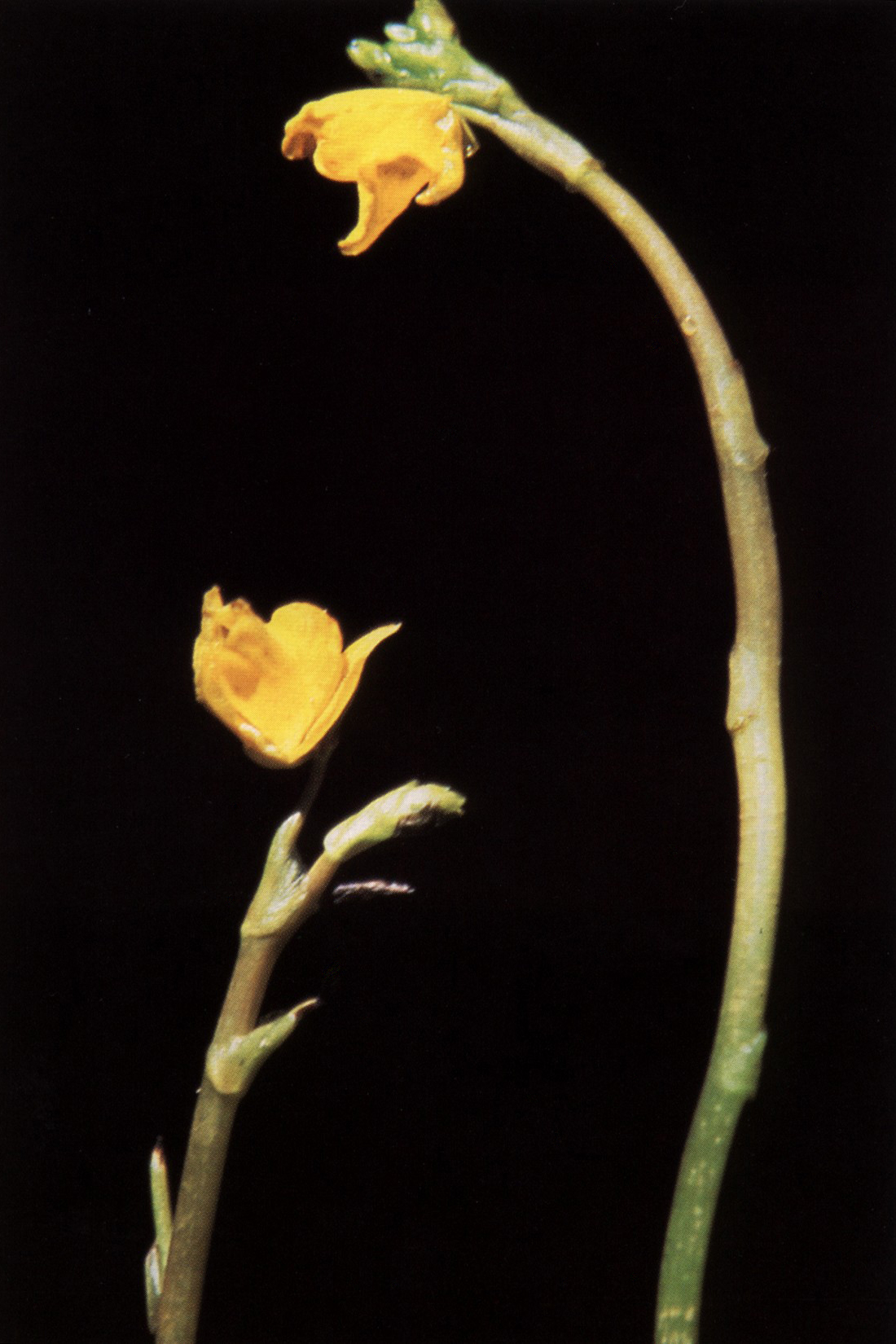
Utricularia minor

- Utricularia mirabilis  P.Taylor, 1986
- Utricularia moniliformis P.Taylor, 1986
- Utricularia muelleri Kam., 1894
- Utricularia multicaulis  Oliv., 1859
- Utricularia multifida  R.Br., 1810
- Utricularia myriocista  St.Hil. & Gir., 1838
- Utricularia nana  St.Hil. & Gir., 1838
- Utricularia naviculata  P.Taylor, 1967
- Utricularia nelumbifolia Gardn., 1852
- Utricularia neottioides  St.Hil. & Gir., 1838
- Utricularia nephrophylla Benj., 1847
- Utricularia nervosa  G.Weber ex Benj., 1847
- Utricularia nigrescens  Sylven, 1909
- Utricularia ochroleuca  Hartm., 1857
- Utricularia odontosepala Stapf, 1912
- Utricularia odorata  Pellegr., 1920
- Utricularia olivacea  Wright ex Griseb., 1866
- Utricularia oliveriana  Steyerm., 1953
- Utricularia panamensis  Steyerm. ex P.Taylor, 1986
- Utricularia parthenopipes P.Taylor, 1986
- Utricularia paulineae  Lowrie, 1998
- Utricularia pentadactyla  P.Taylor, 1954
- Utricularia peranomala P.Taylor, 1986
- Utricularia perversa P.Taylor, 1986
- Utricularia petersoniae P.Taylor, 1986
- Utricularia petertaylorii A.Lowrie, 2002
- Utricularia phusoidaoensis Suksathan & J.Parn., 2010
- Utricularia physoceras  P.Taylor, 1986
- Utricularia pierrei Pellegr., 1920
- Utricularia platensis Speg., 1899
- Utricularia pobeguinii Pellegr., 1914
- Utricularia poconensis  Fromm-Trinta, 1985
- Utricularia podadena P.Taylor, 1964
- Utricularia polygaloides Edgew., 1847
- Utricularia praelonga	St.Hil. & Gir., 1838
- Utricularia praeterita  P.Taylor, 1983
- Utricularia praetermissa P.Taylor, 1976
- Utricularia prehensilis E.Mey., 1837
- Utricularia pubescens Sm., 1819
- Utricularia pulchra  P.Taylor, 1977
- Utricularia punctata Wall. ex A.DC., 1844
- Utricularia purpurea Wlat., 1788
- Utricularia purpureocaerulea St.Hil. & Gir., 1838
- Utricularia pusilla Vahl, 1804
- Utricularia quelchii N.E.Br., 1901
- Utricularia quinquedentata F.Muell. ex P.Taylor, 1986
- Utricularia radiata Small, 1903
- Utricularia ramosissima Wakabayashi, 2010
- Utricularia raynalii P.Taylor, 1986
- Utricularia recta P.Taylor, 1986
- Utricularia reflexa Oliv., 1865
- Utricularia regia Zamudio & Olvera, 2009
- Utricularia reniformis	St.Hil., 1830
- Utricularia resupinata Greene, 1840
- Utricularia reticulata Sm., 1805
- Utricularia rhododactylos P.Taylor, 1986
- Utricularia rigida Benj., 1847
- Utricularia rostrata A.Fleischm. & Rivadavia, 2009
- Utricularia salwinensis Hand.-Mazz., 1936

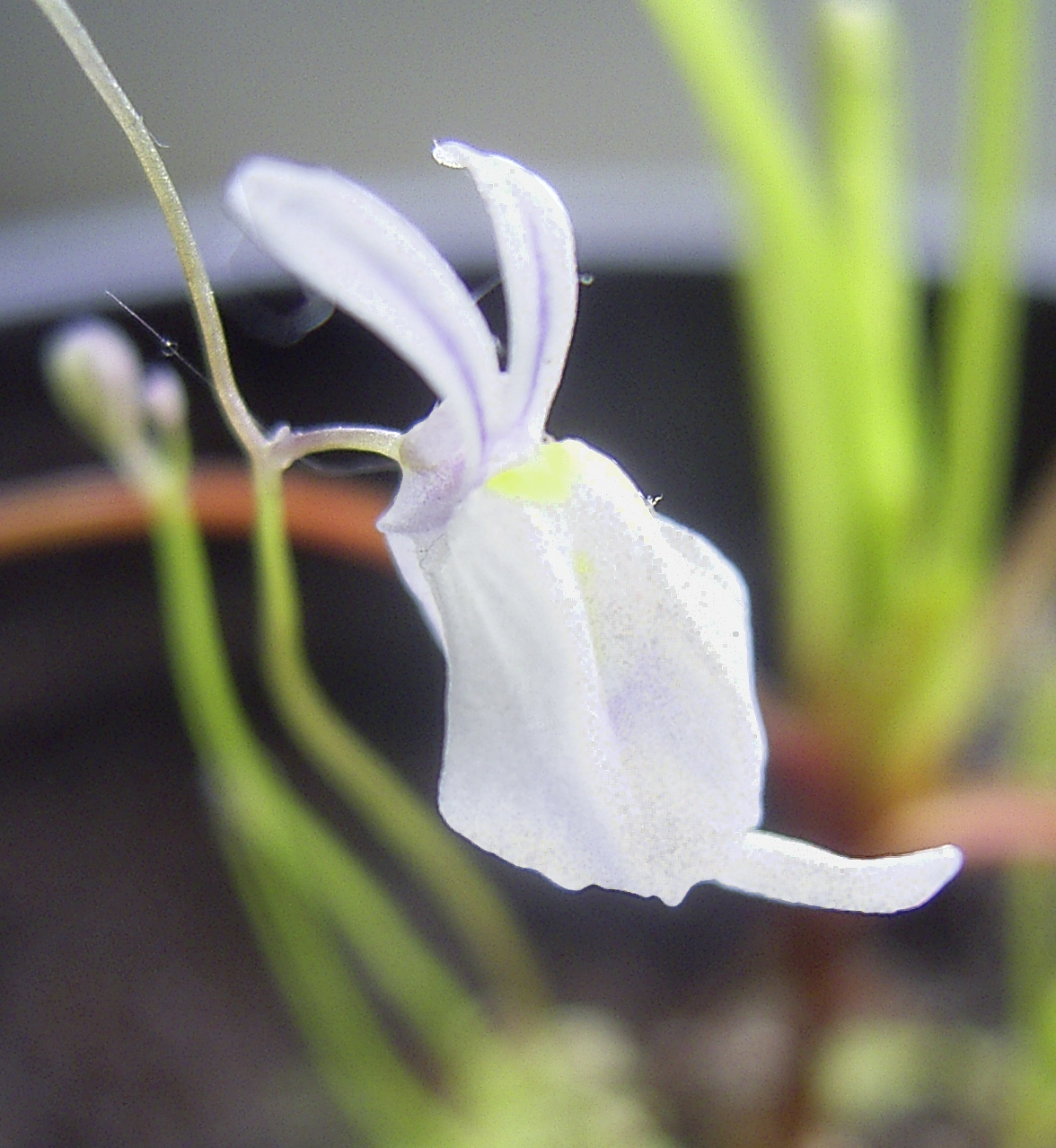
Utricularia sandersonii

- Utricularia sandersonii Oliv., 1865
- Utricularia sandwithii P.Taylor, 1967
- Utricularia scandens Benj., 1847
- Utricularia schultesii Fernandez-Perez, 1964
- Utricularia simmonsii Lowrie, Cowie & Conran, 2008
- Utricularia simplex R.Br., 1810
- Utricularia simulans Pilger, 1914
- Utricularia singeriana F.Muell., 1891
- Utricularia smithiana R.Wight, 1849
- Utricularia spiralis Sm., 1819
- Utricularia spinomarginata Suksathan & J.Parn., 2010
- Utricularia spruceana  Benth. ex Oliv., 1860
- Utricularia stanfieldii P.Taylor, 1963
- Utricularia steenisii P.Taylor, 1986
- Utricularia stellaris L.f., 1781
- Utricularia steyermarkii P.Taylor, 1967
- Utricularia striata Le Conte ex Torr., 1819
- Utricularia striatula Sm., 1819
- Utricularia stygia Thor, 1988
- Utricularia subramanyamii Janarthanam & Henry, 1989
- Utricularia subulata L., 1753
- Utricularia tenella R.Br., 1810
- Utricularia tenuissima Tutin, 1934
- Utricularia terrae-reginae P.Taylor, 1986
- Utricularia tetraloba P.Taylor, 1963
- Utricularia tortilis Welw. ex Oliv., 1865
- Utricularia trichophylla Spruce ex Oliv., 1860
- Utricularia tricolor	St.Hil., 1833
- Utricularia tridactyla P.Taylor, 1986
- Utricularia tridentata Sylven, 1909
- Utricularia triflora P.Taylor, 1986
- Utricularia triloba Benj., 1847
- Utricularia troupinii P.Taylor, 1971
- Utricularia tubulata  F.Muell., 1875
- Utricularia uliginosa Vahl, 1804
- Utricularia uniflora R.Br., 1810
- Utricularia unifolia Ruiz & Pav., 1797
- Utricularia uxoris Gómez-Laur., 2005
- Utricularia violacea R.Br., 1810
- Utricularia viscosa  Spruce ex Oliv., 1860
- Utricularia vitellina Ridl., 1923
- Utricularia volubilis R.Br., 1810
- Utricularia vulgaris L., 1753

- Utricularia warburgii Goebel, 1891
- Utricularia warmingii Kam., 1894

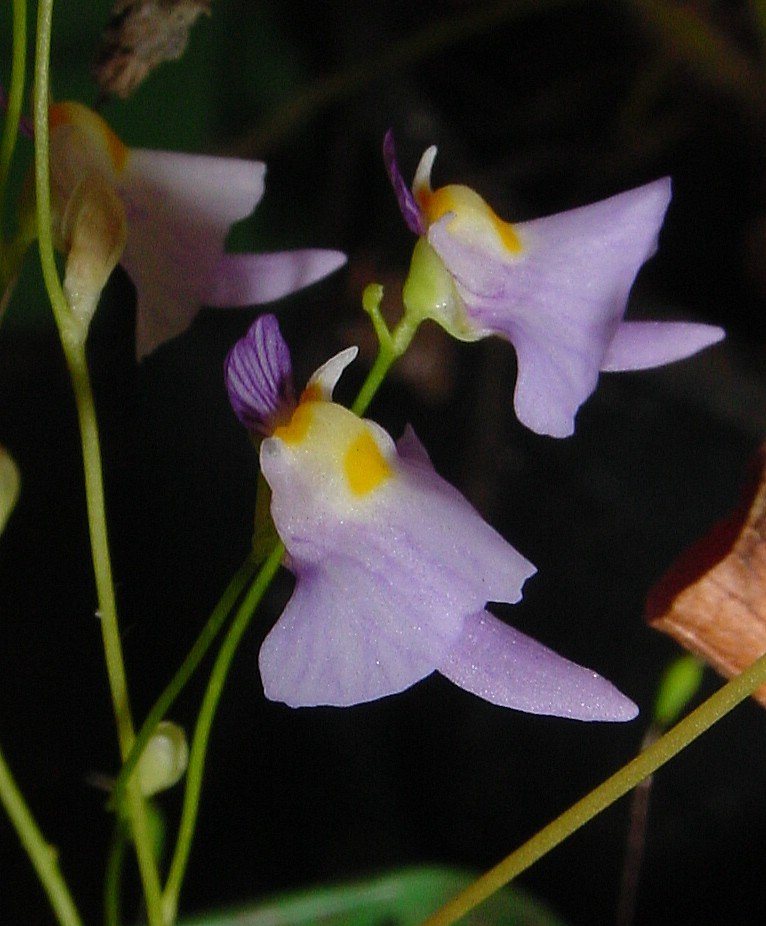
Utricularia warburgii

- Utricularia welwitschii Oliv., 1865
- Utricularia westonii P.Taylor, 1986
- Utricularia wightiana P.Taylor, 1986